# هجوم أوديسا
عملية هجوم أوديسا (بالروسية: Одесская Наступательная Операция)، والمعروفة من الجانب الألماني باسم المعركة الدفاعية للجيش السادس بين بوج ودنيستر (بالألمانية: Abwehrschlacht der 6. Armee zwischen Bug und Dnjestr)، كانت عملية هجومية أجريت في جنوب أوكرانيا من قبل الجبهة الأوكرانية الثالثة السوفيتية ضد الجيش الألماني السادس والجيش الروماني الثالث من مجموعة جيوش جنوب أوكرانيا (مجموعة الجيوش أ حتى 5 أبريل 1944) في أواخر مارس - أبريل 1944. كان الهجوم جزءًا من المرحلة الثانية من الهجوم الاستراتيجي على نهر دنيبر-الكاربات.
جاء الهجوم في أعقاب الهجوم السوفييتي بيريزنيغوفاتويي-سنيجيريفكا الذي شُن في أوائل شهر مارس والذي دفع الجيش الألماني السادس إلى الوراء خلف نهر بوج الجنوبي واستولى السوفييت على العديد من رؤوس الجسور عبر النهر. بعد توسيع وتعزيز رؤوس الجسور، بدأ هجوم أوديسا في 28 مارس. سعت الجبهة الأوكرانية الثالثة إلى هزيمة قوات المحور بين نهري بوج الجنوبي ودنيستر، وتحرير الساحل الشمالي الغربي للبحر الأسود، بما في ذلك مدينة الميناء الرئيسية أوديسا، والوصول إلى الحدود السوفيتية الرومانية على نهر دنيستر. في اليوم الأول، استولت الوحدات السوفيتية المتقدمة على طول ساحل البحر الأسود على ميناء نيكولاييف المهمة، بينما اخترقت الوحدات الموجودة في القطاع الشمالي، بقيادة مجموعة الفرسان الميكانيكية التابعة لبلييف خط الجبهة.
هددت هذه الاختراقات السوفييتية كلا جانبي الجيش السادس، ونتيجة لذلك بدأ تراجعًا سريعًا على طول الجبهة بأكملها. خلال هذا التراجع في أوائل أبريل 1944، تكبد الجيش السادس خسائر فادحة أخرى في الأفراد وخسر جزءًا كبيرًا من مدفعيته ومدافعه المضادة للدبابات والمركبات الآلية والمدرعة في الوحل. مع استيلاء مجموعة الفرسان الميكانيكية على محطة السكك الحديدية المهمة في رازديلنايا في 4 أبريل 1944، انقسمت جبهة الجيش السادس إلى قسمين - تم دفع جزء واحد إلى منطقة تيراسبول، وتم تطويق الجزء الآخر من الشمال الغربي والضغط عليه ضد أوديسا. لقد كان التهديد بالحصار يلوح في الأفق في الجزء الأخير.
في مساء يوم 9 أبريل، وصلت الوحدات السوفيتية إلى ضواحي أوديسا، حيث قامت القوات الألمانية الرومانية وخدماتها الخلفية بانسحاب فوضوي إلى منطقة أوفيديوبول، وهو المسار المفتوح الوحيد المتبقي، وبعد ذلك عبروا مصب نهر دنيستر. بحلول الساعة العاشرة من صباح يوم 10 أبريل، تم تطهير أوديسا بالكامل من قوات المحور. في الفترة ما بين 10 و14 أبريل، طارد الجيش الأحمر القوات الألمانية حتى نهر دنيستر على طول الجبهة، حيث وصلت الوحدات السوفيتية الأولى إلى ضفته الشرقية في 11 أبريل. في 12 أبريل، استولى السوفييت على تيراسبول، مركز الإمدادات والاتصالات المهم، الواقع على طول نهر دنيستر. تمكنت القوات السوفيتية من عبور نهر دنيستر واستولت على العديد من رؤوس الجسور في منتصف أبريل، وقاتلت من أجل توسيعها خلال بقية الشهر. أجبرت الهجمات المضادة الألمانية، وخطوط الإمداد الممتدة، والطقس غير المواتي القوات السوفييتية على وقف الهجوم في 6 مايو.

## الخلفية والتخطيط والإعداد
واصل هجوم أوديسا تقدم الجيش الأحمر نحو الحدود الرومانية في ربيع عام 1944، في أعقاب التقدم إلى منطقة بوج الجنوبية خلال هجوم بيريزنيجوفاتويي-سنيجيريفكا الذي بدأ في 6 مارس.  وفي المعركة الأخيرة، فشلت الجبهة الأوكرانية الثالثة بقيادة روديون مالينوفسكي في تدمير الجيش الألماني السادس، لكنها نجحت في تأمين رؤوس الجسور التي قضت معظم النصف الثاني من شهر مارس في القتال من أجل تعزيزها وتوسيعها. وفرت هذه الجسور نقطة انطلاق للهجوم.   وفي ظل ظروف طينية موحلة، تراجعت القوات الألمانية، وتكبدت خسائر فادحة في الأفراد والمعدات.
بالنسبة لهجوم أوديسا، تم تكليف الجبهة الأوكرانية الثالثة بهزيمة الجيش الألماني السادس، والاستيلاء على ميناء أوديسا الاستراتيجي على البحر الأسود، والتقدم إلى الحدود السوفيتية الرومانية على نهر دنيستر.  وتوقعت القيادة العليا السوفيتية، ستافكا، أن الجبهة سوف تحتاج عشرة أيام على الأقل للسيطرة على الميناء. تم تكليف الجيوش الثلاثة الواقعة في أقصى الجنوب ومجموعة الفرسان الميكانيكية في الجبهة بمحاصرة أوديسا نفسها. تم تكليف جيش الحرس الثامن بقيادة فاسيلي تشيكوف والجيش السادس بقيادة إيفان شليمين بمهمة تطويق أوديسا من الشمال الغربي والغرب، والتقدم خلف مجموعة الفرسان الميكانيكية بقيادة عيسى بلييف. كانت المجموعة بمثابة طليعة التقدم السوفييتي في الأشهر السابقة وكانت قادرة على التكيف مع العمليات في ظروف صعبة. إلى الجنوب منهم، تم تكليف جيش الصدمة الخامس بقيادة فياتشيسلاف تسفيتاييف بمهاجمة أوديسا من الجهة الأمامية من الشرق. 
كانت مهمة الجيوش الثلاثة إلى الشمال على الجناح الأيمن: جيش نيكولاي غاغن السابع والخمسون، وجيش ميخائيل شاروخين السابع والثلاثون، وجيش فاسيلي جلاجوليف السادس والأربعون، بدعم من فيلق الدبابات الثالث والعشرين بقيادة أليكسي أخمانوف، هي دفع القوات الألمانية إلى الوراء وعبر نهر دنيستر، بالتعاون مع جيوش الحرس الخامس والسابع على الجناح الأيسر للجبهة الأوكرانية الثانية بقيادة إيفان كونيف، والهجوم باتجاه الحدود الرومانية، وتأمين الجناح الأيمن للجبهة. كانت الجيوش 37 و46، المتقدمة خلف مجموعة الفرسان الميكانيكية، مكلفة أيضًا بالاستيلاء على مركز النقل رازديلنايا إلى الشمال الغربي من أوديسا وقطع خط التراجع الألماني نحو نهر دنيستر. أدى التقدم نحو رازديلنايا إلى إبطاء محاولات كلا الجيشين للوصول إلى نهر دنيستر. 
أدى انهيار مجموعة جيوش الجنوب ومجموعة الجيوش أ في أوكرانيا في مارس 1944 إلى تغييرات كبيرة في المستويات العليا للقيادة الألمانية. في نهاية الشهر، طرد هتلر قادة مجموعتي الجيش، الفيلدمارشال إريك فون مانشتاين والفيلدمارشال إيوالد فون كلايست. وعين الفيلدمارشال والتر موديل والجنرال دير جبيرجستروب فرديناند شورنر في مكانهم. في بداية أبريل 1944، أعيد تنظيم كلا المجموعتين العسكريتين في مجموعة جيوش شمال أوكرانيا ومجموعة الجيوش جنوب أوكرانيا. من بين كبار الضباط الذين طردهم هتلر كان قائد الجيش السادس، الجنرال أوبرست كارل أدولف هوليدت، الذي تم استبداله بالجنرال دير أرتيليري ماكسيميليان دي أنجيليس في 21 مارس 1944. حتى ذلك الحين، كان أنجيليس قائدًا لفيلق الجيش الرابع والأربعون التابع للجيش السادس.

## مقارنة القوى

### السوفييت
شملت الجبهة الأوكرانية الثالثة سبعة جيوش ميدانية: الجيوش 57، و37، و46، و28، والحرس السادس، والثامن، وجيش الصدمة الخامس. ضمت الجيوش 57 و37 و46 تسع فرق بنادق في ثلاثة فيالق بنادق لكل منها.  جمعت مجموعة الفرسان الميكانيكية بين فيلق الحرس الرابع التابع لبلييف وثلاث فرق من سلاح الفرسان، وثلاثة أفواج دبابات منفصلة، مع دعم المدفعية، وفيلق الحرس الرابع الميكانيكي التابع لتروفيم تاناشيشين مع ثلاثة ألوية ميكانيكية، ولواء دبابات واحد مع دعم المدفعية. وعلى الرغم من خسائرها الفادحة في الأشهر السابقة، إلا أن المجموعة لا تزال تمتلك أكثر من 250 دبابة ومدفع ذاتي الحركة.  كان لدى فيلق الحرس الرابع للخيول 17,532 رجلاً و13,008 حصانًا  و64 دبابة و11 مدفعًا ذاتي الحركة و122 مدفعًا في 27 مارس، بينما كان لدى فيلق الحرس الرابع للميكانيكي 4,935 رجلاً و84 دبابة وأربعة عشر مدفعًا ذاتي الحركة. 
ضم جيش الحرس الثامن عشر فرق بنادق باعتباره أقوى جيش سوفيتي في العملية،  مع 55,682 رجلاً، منهم 38,175 في وحدات المشاة، و1,148 مدفع رشاش، و458 مدفع هاون، و352 مدفع ميداني، و240 مدفع هاوتزر، و119 مدفع مضاد للدبابات في 1 أبريل.  كان الجيش السادس، الذي يبلغ تعداده 20 ألف رجل، و320 مدفع رشاش، و60 مدفع هاون، و32 مدفع مضاد للدبابات، و35 مدفع ميداني في 31 مارس،  أصغر من الجيش الآخر الذي يضم ست فرق بنادق في فيلقين للبنادق، ولا توجد قوات دعم قتالية أخرى. خطط مالينوفسكي لسحب الجيش السادس من الخدمة بعد سقوط أوديسا واستخدامه كاحتياطي أمامي.  كان جيش الصدمة الخامس يضم ثمانية فرق بنادق ومنطقة محصنة.  بعد أشهر من القتال، تم تخفيض قوة المشاة على الجبهة بشكل كبير، وبسبب تدمير البنية التحتية الألمانية أثناء انسحابهم، انقطع تدفق البدلاء. وبدلاً من ذلك، اعتمدت الجبهة على تجنيد الرجال في الأراضي المحررة كبدائل. 
بالنسبة للهجوم، شملت الجبهة الأوكرانية الثالثة 57 فرقة بنادق وثلاث فرق من سلاح الفرسان، وفيلق دبابات وفيلق ميكانيكي. وبحسب تاريخ ما بعد الحرب، بلغ إجمالي عدد القوات الألمانية 470 ألف رجل، و12,678 مدفعاً ومدفع هاون، و435 دبابة ومدفع ذاتي الحركة. تم دعم الجبهة من قبل الجيش الجوي السابع عشر بـ 436 طائرة مقاتلة.  يقدم تقرير الجبهة الأوكرانية الثالثة عن العملية، والذي وُضع في أغسطس 1944، أرقامًا عن القوة العملياتية للجبهة في 28 مارس: 243,074 رجلًا، و42,512 مدفع رشاش، و4,824 مدفع رشاش، و344 دبابة ومدفع ذاتي الحركة (بما في ذلك فقط تلك الموجودة في فيلق الدبابات الثالث والعشرين ومجموعة الفرسان الميكانيكية)، و2,112 مدفع هاون، و1,616 مدفع ميداني، و781 مدفع مضاد للطائرات.  كان الجيش الثامن والعشرون يضم خمس فرق بنادق، ومنطقة محصنة، وفيلق الحرس الميكانيكي الثاني الذي يضم 29 دبابة. كان الجيش الثامن والعشرون يضم 33,671 رجلًا، و1,102 مدفع رشاش، و382 مدفع هاون، و444 مدفعًا من جميع الأنواع. 
في 28 مارس، نشر فيلق الدبابات الثامن والعشرون 77 دبابة تي-34 و21 مدفع سو-85. عشية الهجوم، وبحلول 27 مارس، تلقى فيلق الحرس الميكانيكي الرابع معدات جديدة: 80 دبابة تي-34 وثلاث عشرة سو-76. في 29 مارس، كان لديه دبابة واحدة من طراز كا-1، وأربع من طراز سو-152، و102 دبابة من طراز تي-34، ومدفع من طراز سو-85، وخمس عشرة دبابة من طراز سو-76، وثلاث من طراز فالنتاين، ودبابتان من طراز إم 4 شيرمان ومدافع ذاتية الحركة بإجمالي 130 دبابة ومدفع ذاتي الحركة. كانت أفواج الدبابات 128 و134 و151 (المجهزة بدبابات الإعارة والتأجير) وفوج المدفعية ذاتية الحركة 1815 جزءًا من فيلق الحرس الفرسان الرابع. بحلول 30 مارس، كان لدى فوج الدبابات 128 إحدى عشرة دبابة من طراز إم 4 شيرمان، وعشر دبابة من طراز فالنتاين، وكان لدى فوج الدبابات 134 تسع دبابة من طراز شيرمان وتسع دبابة من طراز فالنتاين، وكان لدى فوج الدبابات 151 تسعة دبابة من طراز شيرمان وعشر دبابة من طراز فالنتاين. وفي الوقت نفسه، شمل احتياطي سلاح الفرسان أيضًا إحدى عشرة دبابة من طراز شيرمان وعشرة دبابة من طراز فالنتاين بإجمالي 94 دبابة في الفيلق. شملت المجموعة المتنقلة للعقيد فلاديمير كراسنوجولوفي، الملحقة بفيلق الدبابات الثالث والعشرين، فوج الدبابات الثاني والخمسين، وفوج الدراجات النارية المنفصل الثالث للحرس، وفوج الدراجات النارية الثالث والخمسين، وكتيبة الدراجات النارية المنفصلة السابعة والستين. في 26 مارس، كان لدى فوج الدبابات 52 تسع دبابات تي-34، وثماني دبابات تي-70، واثنتين من طراز سو-76، وفوج الدراجات النارية الحرس الثالث خمس دبابات تي-34 وثلاث دبابات تي-70، وفوج الدراجات النارية 53 اثنتين من طراز تي-70 وست دبابات تي-60. 
| جيش الصدمة الخامس      | الجنرال بولكوفنيك فياتشيسلاف تسفيتاييف | بنادق الحرس 10                                                                    | فرق الحرس 86، و109، وفرقة البنادق 320                                                                   |
| جيش الصدمة الخامس      | الجنرال بولكوفنيك فياتشيسلاف تسفيتاييف | البنادق 37                                                                        | فرق البنادق 49، و108، و248، و416                                                                        |
| جيش الصدمة الخامس      | الجنرال بولكوفنيك فياتشيسلاف تسفيتاييف | لا يوجد                                                                           | فرقة البنادق 295، منطقة الحرس المحصنة الأولى                                                            |
| الجيش السادس           | الفريق أول إيفان شليمين                | بنادق الحرس 34                                                                    | فرق الحرس 59 و61 وفرقة البنادق 243                                                                      |
| الجيش السادس           | الفريق أول إيفان شليمين                | البنادق 66                                                                        | فرق البنادق 203 و244 و333                                                                               |
| جيش الحرس الثامن       | الجنرال بولكوفنيك فاسيلي تشيكوف        | بنادق الحرس 4                                                                     | فرق البنادق 35 و47 و57                                                                                  |
| جيش الحرس الثامن       | الجنرال بولكوفنيك فاسيلي تشيكوف        | بنادق الحرس 28                                                                    | فرق البنادق 39 و79 و88                                                                                  |
| جيش الحرس الثامن       | الجنرال بولكوفنيك فاسيلي تشيكوف        | بنادق الحرس 29                                                                    | فرق البنادق 27 و74 و82                                                                                  |
| جيش الحرس الثامن       | الجنرال بولكوفنيك فاسيلي تشيكوف        | لا يوجد                                                                           | فرق البنادق 152                                                                                         |
| الجيش السابع والثلاثون | الجنرال ميخائيل شاروخين                | بنادق الحرس 6                                                                     | الحرس العشرين وفرق البنادق 195                                                                          |
| الجيش السابع والثلاثون | الجنرال ميخائيل شاروخين                | البنادق 57                                                                        | فرق الحرس 58 والحرس 92 والبندقية 228                                                                    |
| الجيش السابع والثلاثون | الجنرال ميخائيل شاروخين                | البنادق 82                                                                        | فرقة الحرس العاشرة المحمولة جواً والحرس 28 والبندقية 188                                                 |
| الجيش السابع والثلاثون | الجنرال ميخائيل شاروخين                | لا يوجد                                                                           | فرقة الحرس الخامسة عشرة للبندقية                                                                        |
| الجيش السادس والأربعون | الفريق أول فاسيلي جلاجوليف             | بنادق الحرس 31                                                                    | فرق الحرس الرابعة والثلاثين والأربعين للبندقية                                                          |
| الجيش السادس والأربعون | الفريق أول فاسيلي جلاجوليف             | البنادق 32                                                                        | فرقة الحرس الستين والفرقتان 259 و266 للبندقية                                                           |
| الجيش السادس والأربعون | الفريق أول فاسيلي جلاجوليف             | البنادق 34                                                                        | فرقة البنادق 236 و394                                                                                   |
| الجيش السادس والأربعون | الفريق أول فاسيلي جلاجوليف             | لا يوجد                                                                           | فرقة البنادق 353                                                                                        |
| الجيش السابع والخمسون  | الفريق أول ميخائيل شاروخين             | البنادق 9                                                                         | فرق البنادق 118 و230 و301                                                                               |
| الجيش السابع والخمسون  | الفريق أول ميخائيل شاروخين             | البنادق 64                                                                        | فرق البنادق 73 و19 و52                                                                                  |
| الجيش السابع والخمسون  | الفريق أول ميخائيل شاروخين             | البنادق 68                                                                        | فرق البنادق 93 و113 و223                                                                                |
| مجموعة الفرسان الآلية  | الفريق عيسى بلييف                      | حرس الفرسان 4                                                                     | فرق الفرسان 9 و10 و30، أفواج الدبابات 128 و134 و151                                                     |
| مجموعة الفرسان الآلية  | الفريق عيسى بلييف                      | حرس الفرسان الآلي 4                                                               | ألوية الدبابات الميكانيكية 13 و14 و15 للحرس، وأفواج الدبابات 36 للحرس، وأفواج الدبابات 37 و38 و39 للحرس |
| مجموعة الفرسان الآلية  | الفريق عيسى بلييف                      | لا يوجد                                                                           | لواء البنادق الآلية الخامس للحرس المنفصل، فرقة المدفعية المضادة للطائرات الثالثة                        |
| الجيش الجوي السابع عشر | الفريق فلاديمير سوديتس                 | الطيران المختلط الأول                                                             | فرقتا الهجوم للحرس الخامس والطيران المقاتل 288                                                          |
| الجيش الجوي السابع عشر | الفريق فلاديمير سوديتس                 | الطيران المختلط التاسع                                                            | فرقتا الهجوم 305 و306 والطيران المقاتل 295                                                              |
| الجيش الجوي السابع عشر | الفريق فلاديمير سوديتس                 | لا يوجد                                                                           | فرقتا القاذفات 244 والقاذفات الليلية 262                                                                |
| الوحدات الأمامية       |                                        | الدبابات 23                                                                       | ألوية الدبابات 3 و39 و135، لواء البنادق الآلية 56                                                       |
| الوحدات الأمامية       | لا يوجد                                | فرقتا المدفعية السابعة والتاسعة للاختراق، فرق المدفعية المضادة للطائرات 4 و22 و35 | |

### الألمان
ونتيجة للانسحاب المكلف والصعب في ظروف راسبوتيتسا خلال هجوم بيريزنيغوفاتويي-سنيجيريفكا الشهر الماضي، أصبحت جميع فرق الجيش السادس مستنزفة ومنهكة بشكل كبير بحلول نهاية مارس 1944. قامت القيادة العليا للجيش السادس بتقييم القيمة القتالية لجميع فرقها على أنها من المستوى 4 (Kampfwert IV)، مما يعني أنها كانت مناسبة لعمليات دفاعية محدودة فقط.

وفيما يتعلق بحالة الجيش السادس في بداية أبريل 1944، كتب قائده، الجنرال ماكسيميليان دي أنجيليس، قائد المدفعية، تقريراً مفصلاً، يصف فيه مدى سوء حالته:
كانت المعارك الدفاعية العنيفة التي دارت في الأسابيع الأخيرة بمثابة الاختبار الأصعب لقدرة الجيش على التحمل. فقد اضطرت القوات، التي كانت منهكة عقليًا وجسديًا بسبب الحركات الراجلة في ظل ظروف صعبة إلى الاستسلام. ولم يكن من الممكن تحقيق الأهداف المحددة إلا من خلال متطلبات الأداء الصارمة. وبسبب الخسائر البشرية والمادية المرتفعة، أصبحت غالبية فرق الجيش منهكة جسديًا وعدديًا وماديًا.
لقد تدهورت الحالة الصحية للقوات بشكل كبير بسبب تغير الطقس خلال الأيام الأخيرة من شهر مارس، حيث كان على القوات القتال والسير باستمرار في ظل ظروف عملياتية غير مواتية. ولم يحدث تحسن إلا الآن تدريجيًا، على الرغم من أنه لا ينبغي إغفال العدد الكبير من أمراض القدم والبرد والقمل الشديد والإرهاق البدني العام.
بالإضافة إلى النقص الكبير في الضباط، كانت هناك خسائر قتالية خطيرة أخرى. وبسبب الانخفاض في عدد ونوعية الضباط وضباط الصف ذوي الخبرة في الشرق، أصبح الهيكل الداخلي للقوات في الفرق المنهكة أكثر تراخيًا. لقد تحمل الضباط القليلون المتاحون في الخطوط الأمامية وعدد قليل من ضباط الصف المثبتين العبء الأكبر من المعارك الأخيرة.
[…]
في معارك النصف الثاني من مارس والأيام الأولى من أبريل، فقدت غالبية فرق الجيش جزءًا كبيرًا من الأسلحة والمعدات التي كانت تحملها حتى ذلك الحين في المعارك الاختراقية مع الجبهات المقلوبة في ظل أصعب التضاريس وظروف الطرق. أدى النقص الكبير في الأسلحة من جميع الأنواع والمركبات الآلية (خاصة المحركات الرئيسية) ومعدات الاتصالات إلى صعوبات غير عادية في إدارة القتال والإمداد. انخفض عدد المركبات الآلية إلى الحد الذي لم يعد لدى الفرق الفردية سوى عدد قليل من المركبات القيادية الأساسية وعدد صغير جدًا من الشاحنات. يجب توجيه جميع حركة القيادة والإبلاغ بواسطة راكبي الإرسال أثناء الحركة.
[...]
لا يمكن إمداد الفرق بوسائل الفرقة إلا على أقصر مسافة، حيث تفتقر قوات الإمداد تقريبًا إلى القدرة على النقل الآلي. على الرغم من أنه كان من الممكن التخفيف من خسائر المركبات الآلية إلى حد ما من خلال التحول إلى المركبات التي تجرها الخيول، إلا أن هذا أدى إلى تقليل القدرة على الحركة ليس فقط أثناء المسيرة ولكن أيضًا في القتال.
[...]
إن الحالة السيئة للملابس، وخاصة الأحذية، لها تأثير ضار نفسيًا وتضعف القدرة على الحركة والقدرة التشغيلية للقوات. الأحذية ممزقة والملابس ممزقة.
[...]
لقد أدت الخسائر الكبيرة في صفوف الضباط وضباط الصف والجنود القدامى إلى تدهور مستوى التدريب. أثناء معارك الانسحاب، مع الضغط المستمر على جميع القوات، لم يكن من الممكن ترقية مستوى التدريب. لم يستوفِ الضباط الشباب البدلاء، الذين غالبًا ما يتم استخدامهم كقادة سرايا نتيجة لموقف المعركة، المتطلبات أثناء الأزمات.
بحلول نهاية مارس 1944، نتيجة لهجوم نيكوبول-كريفوي روج (فبراير) وهجوم بيريزنيجوفاتويي-سنيجيريفكا اللاحق (مارس)، كان لا بد من حل العديد من الفرق المنهكة والمتهالكة للجيش السادس أو إرسالها إلى قيادة الجيش الألماني في الغرب في فرنسا لإعادة البناء.
| الوحدة                            | تاريخ الحل أو الانسحاب | ملحوظات                                                                                                |
| --------------------------------- | --- | --- |
| فرقة المشاة 62                    | حُلت في 13 مارس 1944 | بقايا الفرقة شكلت فيلق-المفرزة إف                                                                      |
| فرقة المشاة 123                   | حُلت في 1 مارس 1944 | بقايا الفرقة شكلت فيلق-المفرزة إف                                                                      |
| فرقة المشاة 125                   | حُلت في 13 مارس 1944 | بقايا الفرقة ضٌمت لفرقة المشاة 302                                                                      |
| فرقة المشاة 387                   | حُلت في 13 مارس 1944 | البقايا توزعت في وحدات مختلفة                                                                          |
| فرقة بانزر التاسعة                | أمر بتاريخ 25 مارس 1944، يأمر الفرقة بالانتقال إلى قيادة الجيش الألماني في الغرب في كاركاسون (فرنسا) لإعادة البناء. وصلت العناصر الأولى في 12 أبريل 1944. | أعيد بناؤها في فرنسا، من خلال استيعاب فرقة بانزر الإحتياطية 155.                                       |
| فرقة المشاة الألمانية السادسة عشر | أمر بتاريخ 25 مارس 1944، يأمر الفرقة بالانتقال إلى قيادة الجيش الألماني في الغرب، شمال غرب باريس، لإعادة البناء. وصلت العناصر الأولى في 12 أبريل 1944.    | أعيد بناؤها وتنظيمها فيفرقة بانزر 116 في فرنسا، من خلال استيعاب فرقة بانزر الإحتياطية 179 (الفيرماخت). |

بالإضافة إلى ذلك، في نهاية مارس 1944، اضطر الجيش السادس إلى إرسال أربع فرق مشاة وثلاث فرق مدرعة لتعزيز جاره الشمالي، الجيش الثامن، الذي تعرض لضربات شديدة خلال هجوم أومان - بوتوشاني واضطر إلى تنفيذ انسحاب واسع النطاق. وفي المقابل، حصل على فرقة المظلات الثانية من الجيش الثامن، والتي كانت ضعيفة بعد أن تكبدت خسائر فادحة أثناء الانسحاب من منطقة أومان.
وهكذا، نتيجة للخسائر الفادحة في الانسحابات في مارس 1944، إلى جانب نقل العديد من الفرق إلى الجيش الثامن، انخفضت القوة الإجمالية للجيش السادس من 286,297 رجلاً في 1 مارس 1944  إلى 188,551 رجلاً في 1 أبريل 1944.
| الفيلق | الوحدات                                                                                                 |
| --- | --- |
| فيلق الجيش الثاني والخمسون | فرقة المظلات الثانية، فرقة المشاة 320، فيلق-المفرزة أ، فرقة المشاة 76                                   |
| فيلق الجيش الثلاثون | فرقة المشاة 15، فرقة المشاة 384، فرقة المشاة 257                                                        |
| فيلق الجيش التاسع والعشرون | فرقة جاغر 97، الفرقة الجبلية الثالثة، فرقة المشاة 335، فرقة المشاة 258، فرقة المشاة 17، فرقة المشاة 294 |
| فيلق الجيش الرابع والعشرون | فرقة المشاة 9، فرقة المشاة 306، فرقة المشاة 304، فرقة المشاة 302                                        |
| فيلق الجيش السابع عشر | فرقة الرماة 153                                                                                         |
| بالإضافة إلى العديد من وحدات المدفعية والهندسة وبناء الجسور والوحدات المضادة للدبابات ووحدات العاصفة التابعة للمقر العام في الجيش والفيلق التابع له. | |

كانت فرقة المشاة السلوفاكية الأولى متمركزة في المنطقة الخلفية للجيش، لأداء مهام الأمن والاحتلال.
| الفيلق                                               | الوحدات |
| ---------------------------------------------------- | --- |
| فيلق الجيش الثاني والسبعين (ألماني، للاستخدام الخاص) | فرقة لوفتفافه الميدانية الخامسة (ألمانية)، فرقة المشاة الرابعة/الرابعة والعشرون الرومانية، فرقة المشاة 14 الرومانية |
| فيلق الجيش الثالث (روماني)                           | فرقة المشاة 15، فرقة المشاة 21                                                                                      |

من حيث قوة الأفراد، كانت فرق الجيش السادس تعاني من نقص كبير في القوة بحلول بداية أبريل 1944، حيث كانت قوتها حوالي 50% تقريبًا مقارنة بقوتها المصرح بها. يوضح الجدول التالي قوة العديد من فرق الجيش السادس، كما وردت في تقرير إدارة الجيش.
عندما يتعلق الأمر بـ "القوة الفعلية"، فإنها تشير إلى جميع الأفراد الذين يشكلون جزءًا من تكوين الوحدة. وبالتالي، فهي تشمل موظفي الأقسام الذين قد يكونون في إجازة، أو مرتبطين مؤقتًا بوحدات أخرى، أو غائبين لأي سبب آخر. ويشمل ذلك أيضًا الأفراد الجرحى والمرضى الذين يتعافون في منطقة عمليات الوحدة والذين من المتوقع أن يعودوا إلى الخدمة في غضون 8 أسابيع. لذلك، فإن "القوة الفعلية" لا يعد مؤشرا على القدرات القتالية الفعلية للوحدة أو أن هذا العدد كان كله من القوات القتالية. يتم استخدامه لأغراض التخطيط والتنظيم، وحساب القوة الإجمالية للوحدة على أساس عدد الأفراد الإجماليين، المقاتلين وغير المقاتلين، الذين كانوا جزءًا من إنشائها. وعليه، يوضح قسم "النقص" إجمالي عدد الرجال الذين كانت الفرقة تعاني من نقصهم، استنادًا إلى قوتها المصرح بها.
| الوحدة                 | القوة المصرح بها | القوة الفعلية | النقص  |
| ---------------------- | ---------------- | ------------- | ------ |
| فرقة المشاة 17         | 11,000           | 4,000         | 7,000  |
| فرقة المشاة 76         | 12,695           | 6,433         | 6,262  |
| فرقة المشاة 258        | 12,987           | 7,974         | 5,013  |
| فرقة المشاة 302        | 13,303           | 10,964        | 2,339  |
| فرقة المشاة 304        | 13,120           | 9,083         | 4,037  |
| فرقة المشاة 335        | 12,644           | 5,130         | 7,514  |
| فرقة المشاة 384        | 12,810           | 7,473         | 5,337  |
| فرقة جاغر 97           | 16,087           | 9,905         | 6,182  |
| الفرقة الجبلية الثالثة | 17,765           | 8,921         | 8,844  |
| فيلق-المفرزة أ         | 13,883           | 11,834        | 2,049  |
| فرقة الرماة 153        | 16,225           | 5,534         | 10,691 |
| فرقة المظلات الثانية   | 11,980           | 2,415         | 9,565  |

ونتيجة للقتال العنيف المستمر والتراجعات الصعبة في ظل الظروف الجوية السيئة، شهدت قوة وحدات القتال الفعلية في الفرق الألمانية انخفاضًا هائلاً. وفي هذا الصدد، وقعت الخسائر بشكل غير متناسب على وحدات المشاة وقادتها وجنودها ذوي الخبرة، الذين لم يكن من الممكن تعويض مستوى تدريبهم وخبرتهم، كما أبرز تقرير أنجيليس عن حالة الجيش السادس في بداية أبريل 1944. كما أن القتال المتواصل في راسبوتيتسا يعني أيضًا أن القوات لم يكن لديها الوقت الكافي للاهتمام باحتياجاتها الصحية، وكانت ملابسها مهترئة بشكل سيئ (خاصة الأحذية)، في حين كانت الوجبات الساخنة نادرة. ونتيجة لذلك، أصبح عدد كبير من الجنود خارج الخدمة بسبب أنواع مختلفة من الأمراض (إصابة شديدة بالقمل، واضطرابات معوية، وقدم الخندق، وقضمة الصقيع وما إلى ذلك). كل هذا يعني أن القوة القتالية الفعلية للمشاة في الفرقة الألمانية كانت مجرد جزء بسيط مما كان من المفترض أن تكون عليه.
| الوحدة                 | القوة                   |
| ---------------------- | ----------------------- |
| فرقة المظلات الثانية   | غير متاح في هذا التاريخ |
| فرقة المشاة 320        | 1,313                   |
| فيلق-المفرزة أ         | 2,146                   |
| فرقة المشاة 76         | 1,257                   |
| فرقة المشاة 15         | 939                     |
| فرقة المشاة 384        | 1,402                   |
| فرقة المشاة 257        | 2,023                   |
| فرقة جاغر 97           | 1,199                   |
| الفرقة الجبلية الثالثة | 1,074                   |
| فرقة المشاة 335        | 1,071                   |
| فرقة المشاة 258        | 1,847                   |
| فرقة المشاة 17         | 589                     |
| فرقة المشاة 294        | غير متاح في هذا التاريخ |
| فرقة المشاة 9          | 1,528                   |
| فرقة المشاة 306        | 1,219                   |
| فرقة المشاة 304        | 1,317                   |
| فرقة المشاة 302        | 1,405                   |
| فرقة الرماة 153        | غير متاح في هذا التاريخ |

## الهجوم

### رؤوس الجسور الجنوبية وتحرير نيكولاييف

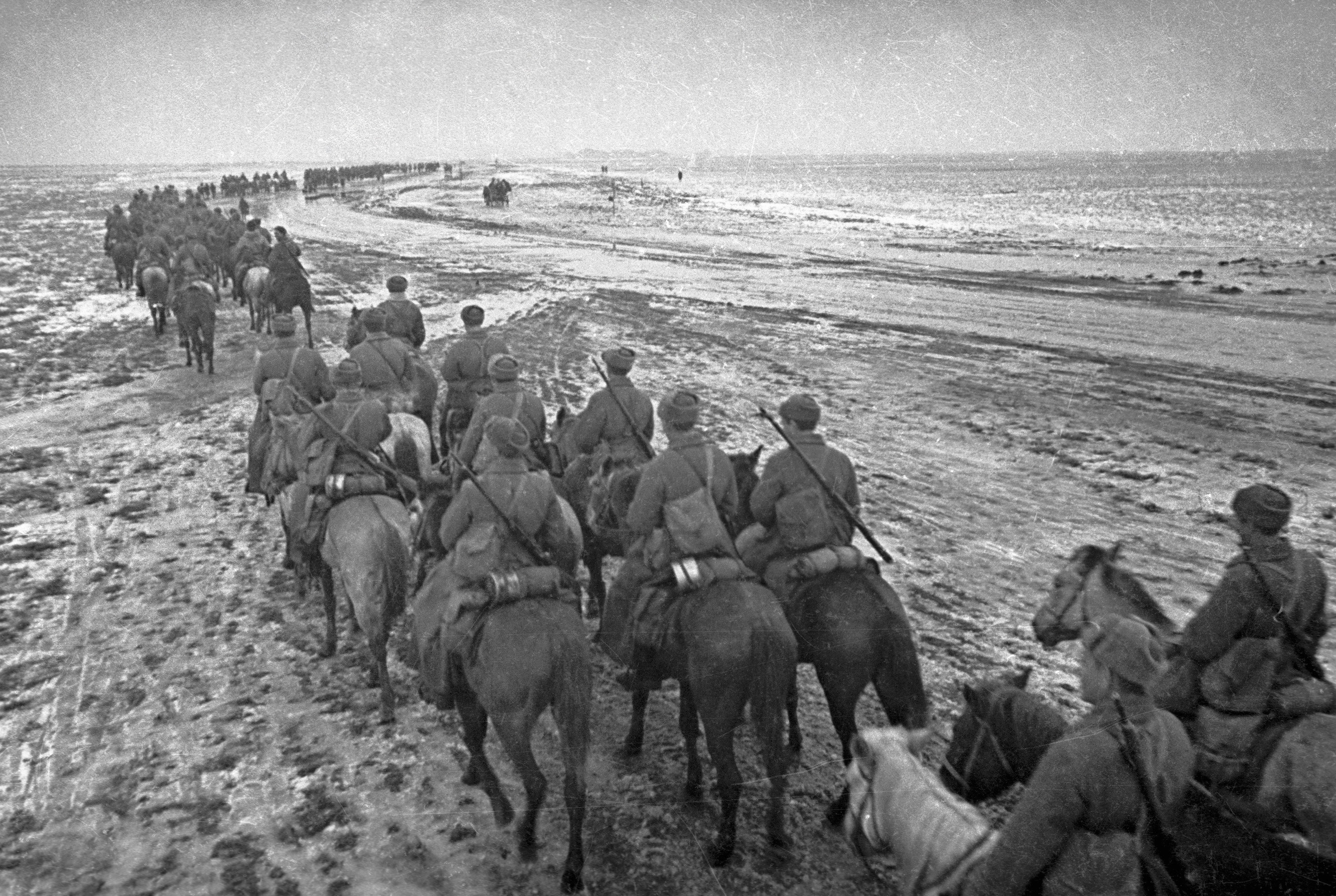
وحدة من فيلق الحرس الرابع للخيول أثناء المسيرة، 1 أبريل

بدأ الهجوم في 26 مارس.  خاض الجناح الأيمن للجبهة معارك لتوسيع رؤوس الجسور التي استولى عليها سابقًا في كونستانتينوفكا وفوزنيسينسك على الضفة اليمنى لنهر بوج الجنوبي في 27 مارس وخلال تلك الليلة. بعد التغلب على المقاومة الألمانية، قامت الجيوش 57 و37 بتوسيع رؤوس الجسور إلى عرض يصل إلى 45 كيلومترًا وعمق من 4 إلى 25 كيلومترًا بحلول نهاية 28 مارس. ردًا على التقدم على الجناح الأيمن، قام مالينوفسكي بسرعة بتعديل خطة العملية، ونقل مجموعة الفرسان الميكانيكية وفيلق الدبابات الثالث والعشرين من قطاع الجيش 46 شمال شرق نوفايا أوديسا إلى قطاع الجيشين 57 و37، لتطوير المكاسب على الجناح الأيمن. في 28 مارس، تلقت مجموعة الفرسان الميكانيكية الأمر بالتركيز في منطقة ألكسندروفكا وفوزنيسينسك بحلول صباح اليوم التالي، والعبور على جسور الجيش السابع والثلاثين، والتقدم بشكل حاسم في الاتجاه العام لمولدافكا وموستوفوي وبيريزوفكا. صدرت الأوامر للمجموعة بالوصول إلى بيريزوفكا بحلول 30 مارس ثم مواصلة الهجوم نحو رازديلنايا. صدرت الأوامر لفيلق الدبابات الثالث والعشرين بالتركيز في منطقة تريكراتي وألكسندروفكا وفورونوفكا بحلول صباح يوم 28 مارس والاستعداد للعبور في منطقة ألكسندروفكا في ليلة 29 مارس، للهجوم نحو تيراسبول. 
خلال هذا الوقت، خاضت الجيوش السادسة والخامسة والثامنة والعشرون معارك في منطقة الميناء الرئيسي ومركز بناء السفن في نيكولاييف. في ليلة 25-26 مارس، تم إنزال مفرزة مكونة من 67 رجلاً بقيادة الملازم الأول كونستانتين أولشانسكي من الكتيبة 384 للمشاة البحرية المنفصلة التابعة لأسطول البحر الأسود بواسطة قوارب الصيد بالقرب من نيكولاييف. تم القضاء على غالبية المفرزة وأصبح هذا العمل محل احتفال في الدعاية السوفيتية، حيث تم منح جميع الرجال البالغ عددهم 67 لقب أبطال الاتحاد السوفيتي. في ليلة 27-28 مارس، عبرت فرقة الحرس 61 وفرقة البنادق 243 من الجيش السادس نهر إنجول تحت نيران وسائل مرتجلة ودخلت نيكولاييف من الشمال في الساعة 03:00 يوم 28 مارس. وأدى اختراق هذه الفرق إلى زعزعة استقرار الدفاعات الألمانية، ووصلت القوات السوفييتية إلى وسط المدينة بحلول الساعة الرابعة صباحًا. في الوقت نفسه، عبرت فرقة البنادق رقم 130 التابعة لجيش الصدمة الخامس نهر إنغول ودخلت المدينة من الشرق مع فرق أخرى من الجيش، بينما تقدم الجيش الثامن والعشرون نحو نيكولاييف من الجنوب. تمكنت القوات السوفيتية من تطهير المدينة بالكامل من المقاومة بحلول صباح يوم 28 مارس.  بعد الاستيلاء على نيكولاييف، تم سحب مقر الجيش الثامن والعشرين إلى احتياطي القيادة العليا،  ونقل فرق البنادق الخمس ومقر فيلق بنادق الحرس العاشر ومنطقة الحرس المحصنة الأولى إلى جيش الصدمة الخامس. وبدوره، نقل جيش الصدمة الخامس أصغر خمس فرق بنادق ومقر فيلق بنادق الحرس الثالث إلى الجيش الثامن والعشرين. تم سحب فيلق الحرس الميكانيكي الثاني للجيش الثامن والعشرين إلى الاحتياطي الأمامي لإعادة البناء. 
سُحبت الفرقة الميدانية الخامسة الألمانية من سلاح الجو ، وفرقتي المشاة 302 و304، التي تسيطر على نيكولاييف، إلى الضفة الغربية للنهر الجنوبي. قامت القوات الألمانية المنسحبة بتفجير جزء من الجسر فوق النهر بالقرب من فارفاروفكا. بدأت عناصر من فيلق البندقية السابع والثلاثين التابع لجيش الصدمة الخامس الاستعداد لعبور النهر في هذه المنطقة. بحلول صباح يوم 29 مارس، عبرت الوحدات السوفييتية النهر، واستولت على فارفاروفكا. وفي الوقت نفسه، بدأت أعمال إصلاح الجسر للسماح بعبور المعدات والأسلحة الثقيلة. عملت سبع كتائب من المهندسين على ترميم الجسر أثناء القصف ليل 29 مارس. تم إصلاح الجسر الذي يبلغ طوله أكثر من كيلومتر خلال عشر ساعات. خلال يوم 29 مارس، عبرت كل المدفعية الفوجية والفرقية تقريبًا التابعة لفيلق البندقية السابع والثلاثين إلى الضفة المقابلة، وتبعتها المدفعية الثقيلة في اليوم التالي. 

### عبور نهر بوج الجنوبي ونهر تيليجول
أدى سقوط نيكولاييف وتقدم الجيشين 57 و37 إلى تهديد جانبي الجيش السادس الألماني، مما أجبره على البدء في تراجع متسارع عبر الجبهة بأكملها. شن الجيش الجوي السابع عشر غارات جوية على القوات المنسحبة. وكانت طائرات الهجوم الأرضي التابعة لفرقتي الحرس الخامس والطيران الهجومي 306 نشطة بشكل خاص في هذا الصدد. قامت فرقتا الطيران المقاتل 288 و295 بتغطية عبور البوج الجنوبي بالقرب من ألكسندروفكا بواسطة فيلق الدبابات الثالث والعشرين ومجموعة الفرسان الميكانيكية. تأخر العبور بسبب الاضطرار إلى استخدام جسر عائم واحد يبلغ الحد الأقصى للوزن فيه 30 طنًا، ولم يكتمل إلا في صباح يوم 30 مارس. عند العبور إلى الضفة الغربية لنهر بوج الجنوبي، تبع فيلق الدبابات الثالث والعشرون ومجموعة الفرسان الميكانيكية الجيشين السابع والخمسين والسابع والثلاثين، اللذين وصلا إلى تيليجول في 29 مارس. دخل فيلق الدبابات الثالث والعشرون المعركة في منطقة ستريوكوفو في النصف الأول من يوم 30 مارس، ودخلت مجموعة الفرسان الميكانيكية ليلة 30-31 مارس في منطقة بيريزوفكا.  بحلول الأول من أبريل، كان لدى فيلق الدبابات الثالث والعشرين 28 دبابة من طراز تي-34 وخمس عشرة دبابة من طراز سو-85 متبقية، وارتفعت قوته إلى 41 دبابة من طراز تي-34 وسبع عشرة دبابة من طراز سو-85 في الثاني من أبريل. 
وفي الوقت نفسه، تقدم جيش الصدمة الخامس على طول ساحل البحر الأسود على الجناح الأيسر للجبهة، بمساعدة منطقة الحرس المحصنة الأولى والمفرزة الأمامية للفرقة 295 للبنادق لتحرير أوتشاكوف بمساعدة إنزال مشاة البحرية من أسطول البحر الأسود في 30 مارس.  في محاولة لتجنب الحصار، سعت القوات الألمانية إلى تأخير تقدم الجيشين 57 و37 وفيلق الدبابات الثالث والعشرين ومجموعة الفرسان الميكانيكية على تيليجول. واحتلت القوات المنسحبة تحصينات معدة مسبقًا سيطرت في بعض الأماكن على الضفة اليسرى للنهر. لقد أثبتت ضفاف النهر المستنقعية وقاعه المستنقعي أنها عقبة أمام التقدم السوفييتي. وعلى الرغم من المقاومة الألمانية، تمكن الجيش السابع والثلاثون ومجموعة الفرسان الميكانيكية من عبور النهر في 31 مارس وطرد المدافعين من مرتفعات الضفة اليمنى. أثناء عبور نهر تيليغُل في ذلك الصباح، قُتل قائد فيلق الحرس الميكانيكي الرابع تروفيم تاناشيشين في غارة ألمانية، وخلفه رئيس أركان الفيلق فلاديمير زدانوف.  وتكبد الفيلق خسائر كبيرة جراء الغارات الجوية، التي أفادت التقارير أنها كانت عبارة عن مجموعات تتراوح بين ثماني إلى عشرين طائرة تهاجم بشكل متكرر طوال اليوم. اشتكى سجل المعارك من أن "غطاء مقاتلاتنا لم يظهر إلا في النصف الثاني من اليوم، وكانوا يقومون بدوريات سلبية شمال بيريزوفكا". استمر الطيران الألماني في فرض نفسه حيث أبلغ الفيلق عن غارة قصف بعد ظهر يوم 1 أبريل تتكون من 50 قاذفة قنابل من طراز يونكرز يو 87 أحرقت تسعة عشر دبابة تي-34 ودمرت اثنتين. 
أصبح التقدم السوفييتي من تيليغُل أكثر صعوبة، حيث حول المطر الطرق إلى طين. قصفت مجموعات جوية ألمانية مكونة من 30 إلى 40 طائرة القوات الأمامية بشكل منهجي، في حين عانت قوات المشاة والميكانيكية السوفيتية من نقص في الذخيرة والوقود. ولمعالجة هذه القضايا اللوجستية، قامت طائرات النقل التابعة للجيش الجوي السابع عشر بتسليم الإمدادات للقوات، حيث أجرت 60 طلعة جوية بين 1 و3 أبريل، والتي سلمت 85 طنًا من الإمدادات. 

### الاستيلاء على رازديلنايا والهجوم الألماني المضاد
استمر التقدم السوفييتي على الرغم من هذه العقبات، وفي 4 أبريل، استولت مجموعة الفرسان الميكانيكية وطليعة الجيش السابع والثلاثين على رازديلنايا، حيث هاجم فيلق فرسان الحرس الرابع على ظهور الخيل بدعم من دبابات فيلق الحرس الرابع الميكانيكي. انسحبت فرقتا المشاة الألمانية 258 و335 على عجل من المحطة، حيث استولت القوات السوفيتية على كميات كبيرة من المواد، بما في ذلك 37 محركًا وأكثر من 900 عربة سكك حديدية.  أدى الاستيلاء على رازديلنايا، على بعد 42 ميلاً شمال غرب أوديسا، إلى قطع خط السكك الحديدية بين أوديسا وتيراسبول وتقسيم الجيش السادس إلى نصفين. الجزء الغربي المكون من الفيلق الثاني والخمسون والثلاثون مع نصف الفرق على يسار الفيلق التاسع والعشرين (فرق المشاة 15 و76 و257 و320 و384، والفرقة الخفيفة 97، ومفرزة الفيلق أ مع مجموعات قتالية من ثلاث فرق، ولواء المدفعية الهجومية 278 و286) تراجع نحو تيراسبول في مواجهة تقدم الجيشين 37 و57 وفيلق الدبابات الثالث والعشرين. في هذه الأثناء، عزل الجزء الشرقي، والنصف المتبقي من فيلق الجيش التاسع والعشرين وفيلق الجيش الرابع والسبعين والثاني والسبعين (الفرقة الجبلية الثالثة، والفرق 9، و17، و258، و294، و302، و306، و335، والكتيبتان المدرعتان 93 و560، ولواءا المدفعية الهجومية 243 و259) بالإضافة إلى فيلق الجيش الثالث الروماني (الفرقة الخامسة لسلاح الجو، والفرقتان 304 للمشاة، والفرقتان 21 و24 للمشاة الرومانية)، شرق رازديلنايا أو واجهت تطويقًا حول أوديسا نفسها.  بعد سقوط رازديلنايا، كلف مالينوفسكي بلييف بالاندفاع نحو الجنوب لقطع طريق الانسحاب الألماني من أوديسا، وكلف الحرس الثامن والجيش السادس بمحاصرة الميناء من الشمال الغربي بينما هاجم جيش الصدمة الخامس من الأمام من الشرق. 

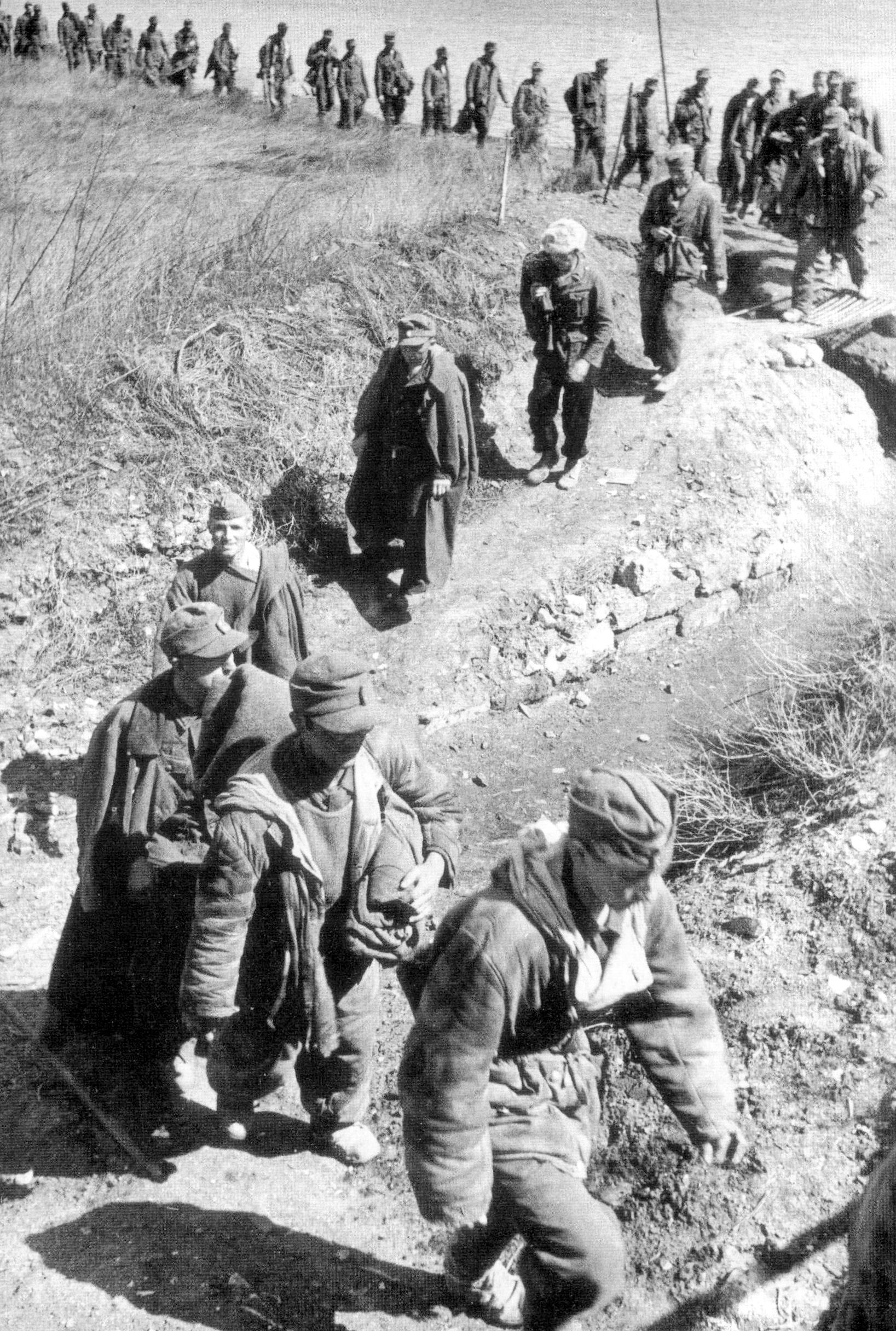
جنود ألمان يسيرون نحو الأسر في منطقة أوديسا، أبريل 1944

بعد الاختراق السوفييتي، قامت فرق المشاة الجبلية الثالثة، والفرق 17، و335، و294 من فيلق الجيش التاسع والعشرين شرق رازديلنايا بالانسحاب على عجل غربًا لتجنب الحصار، من خلال الفوات السوفييتية التي خلفتها مجموعة الفرسان الميكانيكية وجيش الحرس الثامن، المواجهة للشرق.  يصف الضابط الألماني الأسير، الذي ينتمي إلى الفرقة الجبلية الثالثة التي تعرضت لضربات شديدة، والذي أسرته قوات بلييف، مدى الفوضى التي كانت عليها الأوضاع الألمانية في ذلك الوقت. أفاد الضابط:
تفاقم الوضع بالنسبة لقوات المحور في أوديسا في 5 أبريل عندما وصلت مجموعة الفرسان الميكانيكية، التي تقدمت أمام المشاة لأول مرة في الهجوم، إلى ستراسبورغ على الساحل الشمالي لمصب نهر دنيستر مع فرقة الفرسان الثلاثين. دُفعت عناصر من فيلق الجيش التاسع والعشرين المكون من ألوية المدفعية الهجومية وكتيبتين مدرعتين في هذه المنطقة عبر نهر دنيستر في منطقة بيليايفكا، على بعد 25 ميلاً غرب أوديسا.  أدى تقدم مجموعة الفرسان الميكانيكية إلى منع انسحاب القوات الألمانية شرق نهر دنيستر، حيث وضعت قوات بلييف نقاطًا قوية عند تقاطعات الطرق الرئيسية. 
أدرك الجيش السادس الخطر، وأعد هجومًا مضادًا. في النصف الثاني من نهار يوم 5 أبريل وفي ليلة 5-6 أبريل، بدأت فرق المشاة الجبلية الثالثة، والفرق 17، و258، و294، و335 تحت قيادة قائد فيلق الجيش التاسع والعشرين بالتجمع جنوب شرق رازديلنايا. تركزت فرقتا المشاة الخفيفة 97 و257 من فيلق الجيش الثلاثين في الجنوب الغربي من رازديلنايا. كان الهجوم المضاد الألماني المخطط لهذين التجمعين هو الهجوم على رازديلنايا والانضمام إلى قواتهما مع بعضهما البعض هناك. في صباح يوم 6 أبريل، هاجم فيلق الجيش التاسع والعشرون من المنطقة الواقعة جنوب شرق رازديلنايا الفيلق 82 للبنادق التابع للجيش السابع والثلاثين. في معارك عنيفة، تمكنت القوات الألمانية من صد الفيلق 82، ووصلت إلى معابر نهر كوتشوروغان وانضمت إلى القوات الألمانية جنوب غرب رازديلنايا. تحركت قوات أخرى من الجيش السابع والثلاثين إلى منطقة رازديلنايا، وفي قتال مستمر نجحت القوات السوفيتية في تقسيم القوات الألمانية المهاجمة إلى نصفين في أواخر يوم 7 أبريل. 
تمكنت غالبية فيلق الجيش التاسع والعشرين من الوصول إلى خطوط دفاعية وسيطة جديدة شرق نهر دنيستر للدفاع عن المداخل الشرقية لغريغوريوبول وتيراسبول. أثبت فيلق الجيش الرابع والثلاثون مع فرق المشاة 302 و306 و9 و304 أنه أسوء حظا في محاولته اختراق قوات بلييف والحرس الخلفي لجيش الحرس الثامن، حيث دٌفع إلى الجنوب والجنوب الشرقي من رازديلنايا.  فقدت فرق الفيلق تماسكها وانقسمت إلى مجموعات فوجية ومجموعات أصغر، وتكبدت خسائر فادحة في الرجال والمعدات أثناء فرارها نحو الضفة الغربية لنهر دنيستر. تمكنت كمية كبيرة من القوات من الفرار بفضل تركيز بلييف وتشيكوف على أوديسا بدلاً من القوات الألمانية المنسحبة. 
لقد ألحقت عمليات الانسحاب الصعبة والهروب من الحصار المحتمل في الأسبوع الأول من شهر أبريل خسائر فادحة بالمشاة الألمان ومعدات القوات الألمانية. ونتيجة للخسائر الفادحة، شهدت القوة القتالية للمشاة في فرق الجيش السادس انخفاضًا هائلاً.
| الوحدات                | القوة في 8 أبريل 1944       | القوة في 25 مارس 1944 | %    |
| ---------------------- | --------------------------- | --------------------- | ---- |
| فرقة المظلات الثانية   | 433                         | غير متوفر             | -    |
| فرقة المشاة 320        | 954                         | 1,313                 | -27% |
| فيلق-المفرزة أ         | 1,335                       | 2,146                 | -38% |
| فرقة المشاة 76         | 1,306                       | 1,257                 | +4%  |
| فرقة المشاة 15         | 830                         | 939                   | -12% |
| فرقة المشاة 384        | 754                         | 1,402                 | -46% |
| فرقة المشاة 257        | 1,406                       | 2,023                 | -30% |
| فرقة جاغر 97           | 988                         | 1,199                 | -18% |
| الفرقة الجبلية الثالثة | 211                         | 1,074                 | -80% |
| فرقة المشاة 335        | 699                         | 1,071                 | -35% |
| فرقة المشاة 258        | 370                         | 1,847                 | -80% |
| فرقة المشاة 17         | 1,105                       | 589                   | +47% |
| فرقة المشاة 294        | 794                         | غير متوفر             | -    |
| فرقة المشاة 9          | غير متاح بسبب الوضع الفوضوي | 1,528                 | -    |
| فرقة المشاة 306        | غير متاح بسبب الوضع الفوضوي | 1,219                 | -    |
| فرقة المشاة 304        | غير متاح بسبب الوضع الفوضوي | 1,317                 | -    |
| فرقة المشاة 302        | غير متاح بسبب الوضع الفوضوي | 1,405                 | -    |
| فرقة الرماة 153        | غير متوفر                   | غير متوفر             | -    |

بالإضافة إلى الخسائر الفادحة في القوات، تكبدت فرق الجيش السادس خسائر مادية فادحة في المركبات الآلية والأسلحة، فضلاً عن خسارة العديد من مرافق الإصلاح والمستودعات التي تحتوي على الذخيرة والحصص الغذائية والوقود. في الدراسات التي أجريت بعد الحرب حول صعوبات الإمداد، والتي أعدتها لجنة من الضباط الألمان، برئاسة اللواء ألفريد توب، الذي كان كبير الضباط في الجيش الألماني، لصالح الفرقة التاريخية للجيش الأمريكي، تم وصف انسحابات الجيش الثامن (هجوم أومان-بوتوشاني) والجيش السادس (هجوم أوديسا) من نهر بوج الجنوبي إلى نهر دنيستر:

### تحرير اوديسا

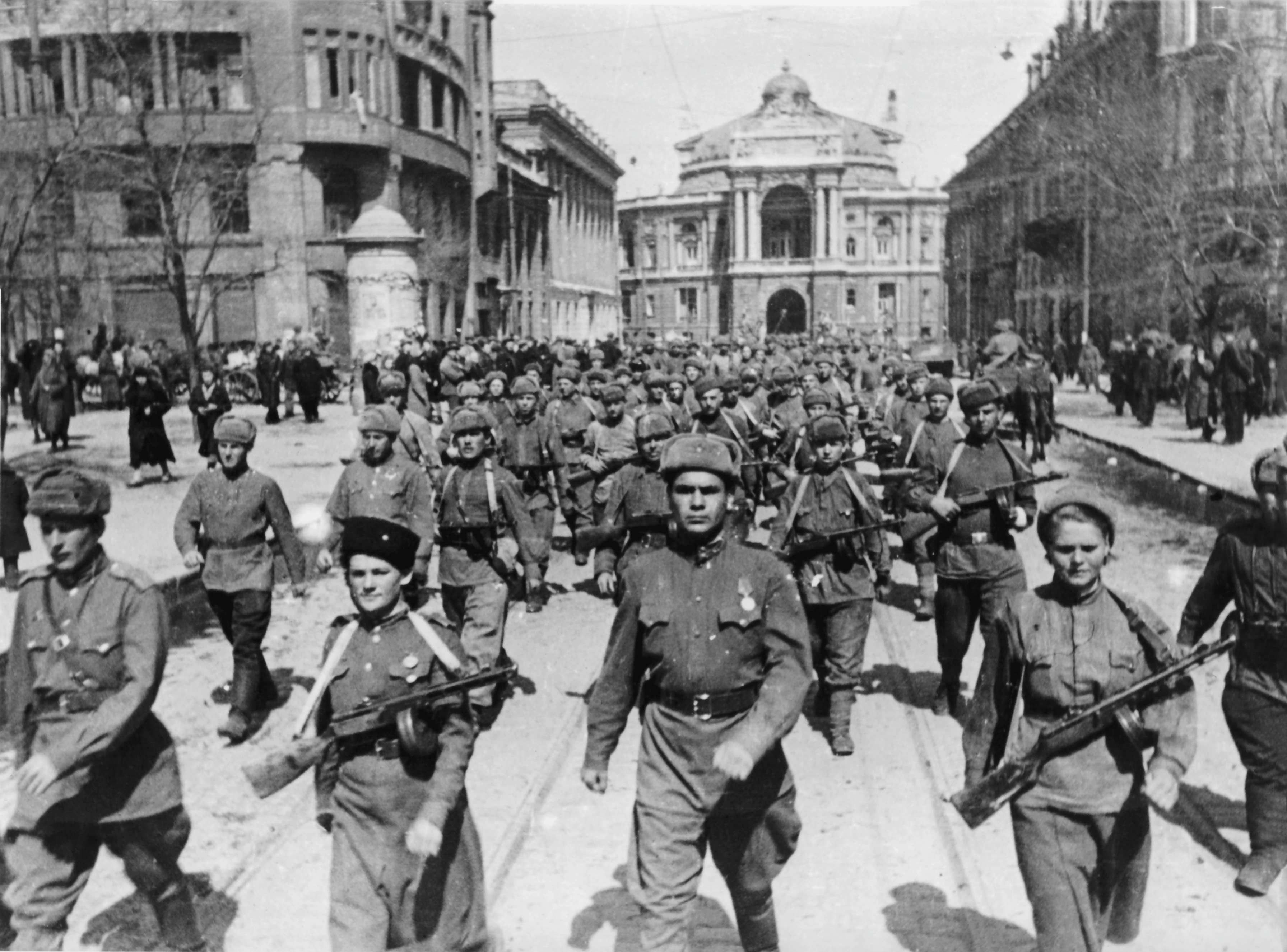
جنود سوفييت يسيرون في شوارع أوديسا في 10 أبريل 1944.

في الوقت نفسه، اقترب الجناح الأوسط والأيسر من الجبهة من أوديسا، التي دافع عنها فيلق الجيش الثاني والسبعين وجزء من فيلق الجيش الرابع والستين، مع عناصر من ستة فرق ووحدات منفصلة. استخدمت هذه القوات التحصينات المتبقية من عام 1941، كما أعاقت العديد من مصبات الأنهار والوديان التقدم السوفييتي. بحلول مساء يوم 9 أبريل، كان الوضع حول أوديسا على النحو التالي: واصلت مجموعة الفرسان الميكانيكية، بعد أن استولت على بيلييفكا وماياكي في 7 أبريل، القتال العنيف في المنطقة، وصدت هجمات القوات المنسحبة من قرب أوديسا. استولت فرقة الفرسان العاشرة من الحرس على سكوري وبدأت القتال من أجل أوفيديوبول. وصل جيش الحرس الثامن، الذي كان يحيط بأوديسا من الشمال الغربي، إلى خط فريدينتال، وبيترستال، ودالنيك بقواته الرئيسية. وصل الجيش السوفييتي السادس إلى مداخل المدينة من الشمال الغربي واختبأ على خط دالنيك وأوساتوفو وكويالنيك. استولى جيش الصدمة الخامس على سورتيروفوتشنايا وكويالنيك وبيريسيب في الساعة 18:00 يوم 9 أبريل، ودخل طليعته الضواحي الشمالية لأوديسا في الساعة 22:00. كانت فرق الحرس 86 و248 و320 و416 أول من دخل المعركة من أجل المدينة.  استعدادًا للقتال الليلي في المدن الكبرى، تلقى القادة والمقرات حتى مستوى الفوج خرائط المدينة، وتم تكليف مجموعات الهجوم بتأمين الأهداف المهمة والطرق الرئيسية، وتم اختيار المرشدين المحليين. اتخذت المدفعية السوفيتية مواقع لإطلاق النار في المساء، مما أدى إلى وضع جميع الطرق المؤدية إلى المدينة تحت النيران البحرية. كما قام طيران الجبهة بطلعات جوية ضد الطرق المؤدية إلى المدينة. ونتيجة لذلك، أصبحت القوات الألمانية في أوديسا محاصرة بالكامل تقريبًا بحلول مساء يوم 9 أبريل، ولم يتبق سوى معبر واحد عبر مصب نهر دنيستر في منطقة أوفيديوبول. 
وفي تلك الليلة، يومي 9 و10 أبريل، تقدمت طلائع الحرس الثامن والجيش السادس ومجموعة الفرسان الميكانيكية من الشمال الغربي والغرب ضد الدفاعات الداخلية للميناء. وفي مواجهة الحصار، أصيبت بقية قوات فيلق الجيش الثاني والسبعين المدافعة بالذعر، ولم تبد سوى مقاومة متقطعة أثناء محاولتهم الخروج إلى الغرب. تعرضت الأعمدة المنسحبة لهجوم جوي سوفيتي بينما استهدفت فرقة القاذفات الليلية 262 وفرقة القاذفات الجوية 244 السفن في الميناء وهاجم فيلق الطيران المختلط التاسع وسائل النقل في مصب نهر دنيستر. بدأ الثوار المحليون في الهجوم بين عشية وضحاها، ويُنسب إليهم منع تدمير البنية التحتية على يد القوات الألمانية المنسحبة. سقط مركز المدينة في الساعة 10:00 من صباح يوم 10 أبريل.  بعد سقوط أوديسا، سُحب جيشي الصدمة السادس والخامس السوفييتيين إلى المستوى الثاني من الجبهة، بينما استمرت الجيوش الأخرى في التقدم نحو الغرب. 

### رؤوس الجسور في نهر دنيستر
كان انسحاب فيلق الجيش الثاني والسبعين غير منظم مثل انسحاب فيلق الجيش الرابع والثلاثين، حيث تضمن ما وصفه أحد الروايات الألمانية بأنه مشهد "يذكرنا بستالينغراد" مع الاختناقات المرورية على نهر دنيستر والقوات التي تفتقر إلى الملابس والإمدادات.  بحلول نهاية الهجوم، أنشأ الجيش السادس دفاعات جديدة إلى الشرق وعلى نهر دنيستر، لكن القوات السوفيتية استولت على العديد من رؤوس الجسور، أكبرها في تيراسبول، والتي تم الاستيلاء عليها في 12 أبريل 1944. 

كانت حالة القوات الألمانية في رأس جسر تيراسبول سيئة بشكل خاص، كما هو مذكور في مذكرات الحرب لمجموعة جيوش جنوب أوكرانيا في 11 أبريل 1944. وفي مساء ذلك اليوم، كان من المقرر أن تتخلى القوات الألمانية عن رأس الجسر هذا وتنسحب إلى الضفة الغربية لنهر دنيستر. كانت المجموعة الأكثر تضرراً هي "مجموعة ويتمان" التي سميت على اسم قائد الفرقة الجبلية الثالثة الجنرال أوغست ويتمان، والتي كانت تتألف من فرقة المشاة 294، وبقايا فرق المشاة 17، و335، و258، والفرقة الجبلية الثالثة. في مكالمة هاتفية في الساعة 10.15 صباحًا من ذلك اليوم، أبلغ رئيس هيئة الأركان العامة للجيش السادس ضابط هيئة الأركان العامة الأول لمجموعة جيوش جنوب أوكرانيا عن الوضع في الجيش. وتشير مذكرات الحرب الخاصة بمجموعة الجيش إلى ما يلي حول هذا الموضوع:
إن رأس جسر تيراسبول، الذي من المقرر أن يتم إخلاؤه الليلة، محتل مرتين. ثم ينتقل رئيس هيئة الأركان العامة للجيش السادس إلى حالة القوات. إنها كارثية. إن أفواج المشاة التابعة لفرق مجموعة ويتمان لديها قوة قتالية متوسطة تتراوح بين 200 و250 رجلاً مع 5 رشاشات و2-4 قذائف هاون. وأغلب الأفراد يرتدون بزات ممزقة، ولا يرتدون أحذية، ولم يعودوا صالحين للمسير. وبعض الأفراد يفتقرون تمامًا إلى قوة الإرادة. لذلك يجب تقديم المساعدة بسرعة أكبر، أولاً وقبل كل شيء بالأحذية والملابس، ثم بالأسلحة والذخيرة. وإذا لم ينجح هذا، فلن يكون جزء كبير من الفرق صالحًا للقتال. وفيما يتعلق بالحصص الغذائية والوقود، فإن الأمور عمومًا عند مستويات مقبولة. أجاب ضابط هيئة الأركان العامة الأول [مجموعة جيوش جنوب أوكرانيا] أن وضع الإمدادات لمجموعة الجيش كان أكثر خطورة من أي وقت مضى بسبب وضع السكك الحديدية. لذلك لا يمكنه أن يعد بتقديم مساعدة فعالة على الفور. ومع ذلك فإن مجموعة الجيش ستفعل بطبيعة الحال كل ما في وسعها.
في الساعة 8.15 مساء يوم 11 أبريل 1944، أبلغ رئيس هيئة الأركان العامة للجيش السادس رئيس هيئة الأركان العامة للوفتفلووت 4 عبر الهاتف بخطورة الوضع المتعلق بإمدادات الجيش وسأل عما إذا كان من الممكن توفير طائرات إضافية لرحلات الإمداد. ردت القوات الجوية الألمانية بأنها تستخدم بالفعل كل الطائرات المتاحة لتزويد مجموعة الجيش ولم يعد هناك المزيد، خاصة الآن بعد أن أصبح لزامًا إخلاء شبه جزيرة القرم. وبما أن الوضع المروري للجيش السادس كان لا يزال سيئًا، فقد ظل الإمداد يمثل مشكلة "خطيرة للغاية". ولذلك، وكإحدى الطرق الجذرية لتوفير الموارد المتاحة، تقرر خفض حصص الخبز إلى 200 غرام يومياً للجنود. علاوة على ذلك، كان وضع الذخيرة يسبب "قلقا كبيرا" لتشكيلات الجيش السادس. كان نقص الذخيرة خطيرًا بشكل خاص بالنسبة لفيلق الجيش التاسع والعشرين، حيث تراجع خلف نهر دنيستر في نهاية 11 أبريل 1944 إلى المنطقة الواقعة جنوب وجنوب غرب تيراسبول وقد لوحظ أنه إذا لم يتلق فيلق الجيش التاسع والعشرين ذخيرة مشاة ومدفعية كافية في اليوم التالي، فلن تكون فرقه صالحة للقتال.
وفي هذه الأثناء، واصل الجيش السوفييتي السابع والخمسون، بالتعاون مع فيلق الدبابات الثالث والعشرين التابع له، التقدم في المنطقة الواقعة شمال تيراسبول. وفي منطقة بلوسكويي، وجدت الجبهة الأمامية لفيلق الدبابات الثالث والعشرين نفسها محاصرة مؤقتًا في 10 أبريل، وقاتلت هناك حتى وصلت المشاة السوفييتية في اليوم التالي. تقدم الجيش السابع والخمسون وفيلق الدبابات الثالث والعشرين التابع له حتى مسافة 20 كيلومترًا إلى الغرب في 11 أبريل، وفي 12 أبريل وصل إلى الضفة الشرقية لنهر دنيستر بالقرب من باركاني، على بعد 6 كيلومترات شمال غرب تيراسبول. في ظهر ذلك اليوم، قامت فرقة البنادق رقم 93 التابعة لفيلق البنادق رقم 68 بعبور نهر دنيستر في منطقة بوتوري وشيرياني. في الساعة 18:00، استغلت فرقة البندقية 113 نجاح الفرقة 93 وعبرت النهر أيضًا. كما قام فيلقان آخران من الجيش السابع والخمسين، وهما الفيلق التاسع والفيلق الرابع والستين، بعبور نهر دنيستر في مناطقهم والاستيلاء على رؤوس جسور صغيرة على ضفته الغربية. في ليلة 10-11 أبريل، كسر الجيش السابع والثلاثون المقاومة الألمانية ودخل مع فيلق البنادق السابع والخمسين (الحرس 92 وفرقة البنادق 228) والفرقة 188 من فيلق البنادق 82 إلى الضواحي الجنوبية الشرقية لمدينة تيراسبول. تم تطهير المدينة في ليلة 11-12 أبريل. وصل فيلق الحرس السادس إلى نهر دنيستر جنوب تيراسبول في 11 أبريل. تمكنت فرقة الحرس العشرين للبنادق مع فوجين من عبور نهر دنيستر في مساء يوم 11 أبريل، واستولت على رأس جسر بعرض كيلومترين وعمق 1.5 كيلومتر في المنطقة الواقعة إلى الغرب من سلوبودزيا مولدافانسكايا، على بعد أربعة كيلومترات جنوب غرب تيراسبول. بحلول نهاية 12 أبريل، تم توسيع رأس الجسر بشكل كبير مع عبور أربع فرق بنادق إليه. وصل الجيش السادس والأربعون إلى الضفة الشرقية لنهر دنيستر بحلول نهاية يوم 11 أبريل في المنطقة الواقعة إلى الجنوب من تشوبروتشي، وفي يوم 12 أبريل، وعبرت وحدات الاستطلاع التابعة له نهر دنيستر على بعد ثلاثة كيلومترات جنوب شرق راسكايفتسي. 

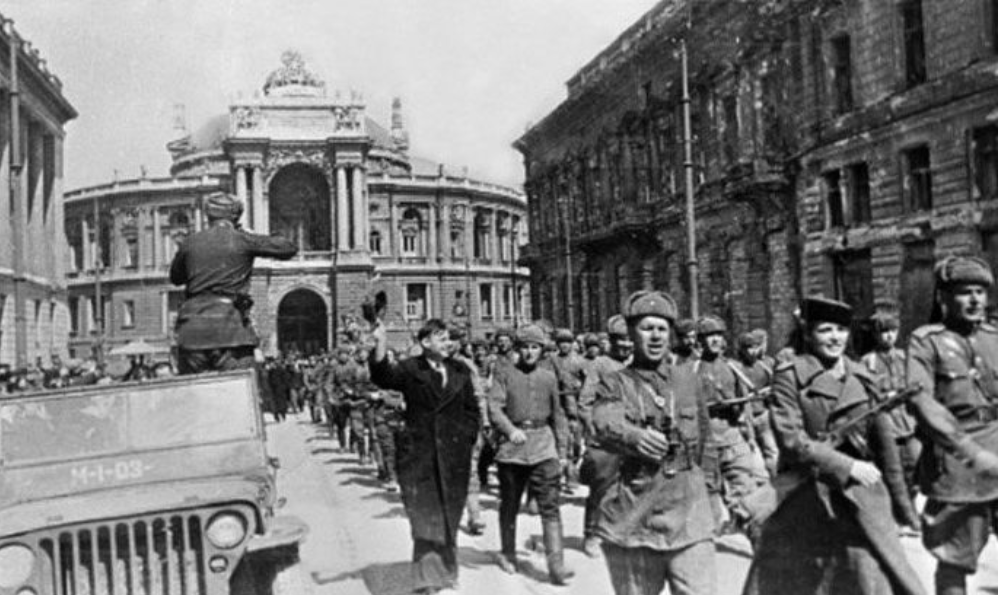
الجيش الأحمر في أوديسا، 10 أبريل 1944.

خاض جيش الحرس الثامن ومجموعة الفرسان الميكانيكية معارك ضارية مع قوات المحور المنسحبة من أوديسا، والتي سعت إلى الاحتفاظ بالتحصينات أمام الجسر في منطقة أوفيديوبول، من أجل إبقاء المعبر إلى الضفة الغربية لمصب نهر دنيستر مفتوحًا. أُجبرت فرقة الحرس العاشرة وفرقة الفرسان الثلاثين على التراجع شمال أوفيديوبول بسبب هجمات قوات المحور المنسحبة في 10 أبريل.  اضطرت فرقة الفرسان العاشرة التابعة للحرس، التي واجهت نقصًا حادًا في الذخيرة، إلى التراجع في منطقة نيبورغ، حيث حاصرتها القوات الألمانية المنسحبة وتكبدت خسائر. بحلول الساعة 11:00، تراجعت الفرقة إلى منطقة كالاجلييا، حيث تعرضت للهجوم مرة أخرى من قبل الأعمدة الألمانية المنسحبة. صدت الفرقة الهجوم الألماني على كالاجلييا بحلول الظلام في ذلك اليوم، وبعد اختراق القوات الألمانية، انسحبت إلى بيلييفكا بحلول الساعة 06:00 من صباح يوم 11 أبريل. في القتال، وردت أنباء عن مقتل قائد فرقة الفرسان العاشرة التابعة للحرس العقيد سيرجي شيفتشوك إلى جانب نائبي قائد الفرقة وقائد مدفعيتها،  ولكن في الواقع قٌبض عليه وأُعدم من قبل القوات الألمانية في الأسابيع الأخيرة من الحرب. 
وفي ليلة 10-11 أبريل وخلال ذلك اليوم، شن الجيش الجوي السابع عشر غارات جوية استهدفت تقاطع السكك الحديدية في أكيرمان والمعابر القريبة من أوفيديوبول. طهر جيش الحرس الثامن ساحل مصب نهر دنيستر بالكامل في 14 أبريل، وفي ليلة 14-15 أبريل، عبرت فرقة البنادق الحرسية رقم 74 نهر دنيستر عند إيليتشيفكا، على بعد كيلومترين جنوب شرق بيلييفكا. 
ومع ذلك، أٌحبطت المحاولات السوفييتية لعبور نهر دنيستر بالقوة بسبب سوء الأحوال الجوية والمقاومة الألمانية، مما أجبرهم على وقف الهجوم في 14 أبريل. استؤنفت الهجمات السوفييتية بعد خمسة أيام، في معارك رأس جسر دنيستر. 
وكان التراجع الصعب إلى نهر دنيستر، فضلاً عن الهروب من الفخ المحتمل في منطقة أوديسا، سبباً في تقليص قوة المشاة التابعة لفرق الجيش السادس. وفي حالات قليلة فقط، نتيجة للتراجع إلى الضفة الغربية لنهر دنيستر، تحسنت قوة المشاة في بعض الفرق بشكل ملحوظ. اعتبارًا من 17 أبريل 1944، كانت القوة القتالية للمشاة في فرق الجيش السادس على النحو التالي.
| الوحدة                                         | القوة في 17 أبريل 1944 | القوة في 8 أبريل 1944 | %     | ملاحظات |
| ---------------------------------------------- | ---------------------- | --------------------- | ----- | --- |
| فرقة المظلات الثانية                           | 242                    | 433                   | -44%  | تم سحب البقايا إلى ألمانيا لإعادة بنائها في مايو 1944.                                                                                          |
| فرقة المشاة 17                                 | 545                    | 1,105                 | -51%  | |
| فيلق-المفرزة إف                                | 1,301                  | -                     | -     | وحدة تم تشكيلها مؤخرًا من بقايا فرقتي المشاة 62 و 123 المنحلتين.                                                                                 |
| فرقة المشاة 294                                | 535                    | 794                   | -33%  | |
| فرقة المشاة 320                                | 482                    | 954                   | -49%  | |
| فيلق-المفرزة أ                                 | 1,247                  | 1,335                 | -7%   | |
| الفرقة المدرعة الثالثة عشر                     | 1,400                  | -                     | -     | وصلت مؤخرًا من الجيش الثامن، بعد انتهاء هجوم أومان-بوتوشاني.                                                                                     |
| فرقة المشاة 384                                | 470                    | 754                   | -38%  | |
| الفرقة الجبلية الثالثة                         | 524                    | 211                   | +148% | |
| فرقة المشاة 257                                | 1,597                  | 1,406                 | +14%  | |
| فرقة المشاة 15                                 | 911                    | 830                   | +10%  | |
| فرقة جاغر 97                                   | 1,134                  | 988                   | +15%  | |
| الفرقة المدرعة الرابعة عشر                     | 1,248                  | -                     | -     | وصلت مؤخرًا من الجيش الثامن، بعد انتهاء هجوم أومان-بوتوشاني.                                                                                     |
| فرقة المشاة 9                                  | 1,000                  | 1,528 (25 مارس)       | -35%  | لم يتوفر تقرير القوة بتاريخ 8 أبريل بسبب الوضع الفوضوي. على الأرجح، كان العجز في ذلك التاريخ أكبر، وبحلول 17 أبريل تم إعادة تجهيز الفرقة قليلاً. |
| فرقة المشاة 302                                | 1,000                  | 1,405 (25 مارس)       | -29%  | لم يتوفر تقرير القوة بتاريخ 8 أبريل بسبب الوضع الفوضوي. على الأرجح، كان العجز في ذلك التاريخ أكبر، وبحلول 17 أبريل تم إعادة تجهيز الفرقة قليلاً. |
| فرقة المشاة 258                                | 1,065                  | 370                   | +188% | |
| فرقة المشاة 76                                 | 717                    | 1,306                 | -45%  | |
| فرقة الرماة 153                                | 1,447                  | غير متاح              | -     | |
| فرقة المشاة 335                                | 420                    | 699                   | -39%  | |
| فرقة المشاة 306                                | 976                    | 1,219 (25 مارس)       | -20%  | لم يتوفر تقرير القوة بتاريخ 8 أبريل بسبب الوضع الفوضوي. على الأرجح، كان العجز في ذلك التاريخ أكبر، وبحلول 17 أبريل تم إعادة تجهيز الفرقة قليلاً. |
| فرقة المشاة الرومانية الخامسة عشر              | 8,490                  | -                     | -     | نقلت مؤقتًا من الجيش الروماني الثالث إلى الجيش السادس.                                                                                           |
| فرقة المشاة الرومانية الرابعة/الرابعة والعشرون | 2,170                  | -                     | -     | نقلت مؤقتًا من الجيش الروماني الثالث إلى الجيش السادس.                                                                                           |
| الفرقة الميدانية الخامسة للوفتفافه             | 352                    | -                     | -     | نقلت من الجيش الروماني الثالث إلى الجيش السادس. وحٌلت في مايو 1944.                                                                              |
| فرقة المشاة 304                                | 1,015                  | 1,317 (25 مارس)       | -23%  | لم يتوفر تقرير القوة بتاريخ 8 أبريل بسبب الوضع الفوضوي. على الأرجح، كان العجز في ذلك التاريخ أكبر، وبحلول 17 أبريل تم إعادة تجهيز الفرقة قليلاً. |

في تقرير 22 أبريل 1944، الذي يقيّم الوضع العام للجيش السادس بعد انسحابه خلف نهر دنيستر، أفاد قائد الجيش الجنرال دير أرتيليري أنجيليس بما يلي:
إن وضع الجيش السادس لا يزال يتسم بالقيود التي تفرض عليه القتال باستخدام كمية ضئيلة من الذخيرة. وإذا كان من الممكن مع ذلك منع العدو من عبور نهر دنيستر بقوات كبيرة، فإن هذا يعود إلى القوات التي تقاتل بإصرار والتي هي مستعدة لتقديم التضحيات. وكما ورد في التقارير السابقة، فإن تعويض الخسائر الكبيرة في الرجال والمعدات التي تكبدتها في المعارك المستمرة ضد العدو المتفوق [عدديًا] أمر بالغ الأهمية. إن العدو يعاني بشدة من عرقلة تدفق نهر دنيستر، وخاصة ارتفاع منسوب المياه الحالي. ومن المتوقع أن يصبح إمداد العدو، الذي لم يكن سلسًا بعد، أكثر ملاءمة تدريجيًا نتيجة لتحسن وضع السكك الحديدية بشكل مطرد - ومن المتوقع أن يكون خط السكك الحديدية إلى رازديلنايا جاهزًا للعمل بحلول 25 أبريل. وبالحكم على القصف، فإن وضع الذخيرة لدى العدو أفضل بكثير من وضعنا بالفعل. تبذل جميع أجزاء الجيش كل جهد ممكن لاستعادة وتعزيز قدرتها القتالية. وتقتصر جهود القوات على التأخير الشديد في الإمدادات في كافة المناطق، وخاصة فيما يتعلق بالأفراد المقاتلين.

## النتائج
أسفر الهجوم عن هزيمة الجيش الألماني السادس، حيث بلغ عدد ضحاياه في أبريل 1944 4,672 قتيلاً و16,205 جريحًا و6,014 مفقودًا و6,479 مريضًا بإجمالي 33,370 قتيلاً. فقدت سبع من الفرق أكثر من نصف قوتها. على الرغم من استقرار وضع الجيش السادس على طول نهر دنيستر، إلا أنه تكبد خلال شهر مايو 1944 ما لا يقل عن 2,888 قتيلاً و10,195 جريحًا و681 مفقودًا و4,675 مريضًا، بإجمالي 18,439 ضحية.
بعد انتهاء هذا الهجوم، أمرت القيادة العليا للجيش السادس بحل فرقة لوفتفافه الميدانية الخامسة المتضررة بشدة، والتي تقلصت قوتها القتالية للمشاة إلى 352 جنديًا جاهزًا للقتال في 17 أبريل 1944،  في 12 مايو 1944، مع استيعاب بقايا الفرقة من قبل فرقة المشاة 76 ووحدات أخرى. وعلى نحو مماثل، تلقت بقايا فرقة المظلات الثانية المتضررة بشدة، والتي تقلصت قوتها القتالية من المشاة إلى 242 جنديًا فقط في 17 أبريل 1944،  أمرًا في 6 مايو 1944 للاستعداد للانسحاب من الجبهة الشرقية والعودة إلى ألمانيا لإعادة البناء. بعد الانتهاء من العمليات المحلية بالقرب من نهر دنيستر، بدأت فرقة المظلات الثانية التابعة للمجموعة القتالية في المغادرة من كيشيناو إلى ألمانيا في 11 مايو 1944. يتضح مدى انهيار هذه الفرقة من حقيقة أنها وصلت إلى الجبهة الشرقية من إيطاليا في خريف عام 1943 على متن 75 قطارًا لكنها عادت في 2 فقط.
مع استقرار الجبهة الألمانية على طول نهر دنيستر في النصف الثاني من أبريل 1944، بدأ وضع الجيش السادس في التحسن تدريجياً، على الرغم من أن وحداته كانت لا تزال تعاني من نقص كبير في الأفراد والمواد. وفيما يتعلق بموقف وحالة الجيش السادس في الأول من مايو 1944، أفاد قائده، الجنرال ماكسيميليان دي أنجيليس، بما يلي:
لم يتم الكشف علنًا عن إجمالي الخسائر السوفيتية في العملية،  لكن الوثائق الأرشيفية تكشف عن الأرقام التالية: سجل جيش الحرس الثامن خسائر بلغت 600 قتيل و2,191 جريحًا بين 1 و10 أبريل، و280 قتيلًا و1,182 جريحًا بين 10 و20 أبريل، و186 قتيلًا و558 جريحًا بين 20 و30 أبريل، بإجمالي 1,066 قتيلًا و3,931 جريحًا خلال الشهر بأكمله. كانت خسائر الجيش في شهر مارس أكبر بكثير: 3,086 قتيلاً و12,881 جريحًا.  سجل جيش الصدمة الخامس خسائر بلغت 740 قتيلاً و2,394 جريحًا و1,071 مريضًا وثلاثة مفقودين بإجمالي 4,208 ضحية خلال شهر أبريل.  سجل الجيش الثامن والعشرون خسائر بلغت 900 قتيل و3,506 جريحًا في الفترة ما بين 20 و28 مارس.  في الفترة ما بين 21 مارس و12 أبريل، سجل الجيش السابع والثلاثون خسائر بلغت 563 قتيلاً و1276 جريحًا.  سجل فيلق الحرس الرابع خسائر إجمالية بلغت 31 دبابة (من أصل 64 دبابة بدأ بها الهجوم) في الفترة من 1 إلى 15 أبريل.  بلغت خسائر الأفراد 642 قتيلاً و1,589 جريحًا بينما قُتل 4,590 حصانًا وجُرح 266. 
خلال العملية، خسرت الجبهة الأوكرانية الثالثة ما مجموعه 102 دبابة وثمانية عشر مدفعًا ذاتي الحركة، وتضررت 48 دبابة وسبعة عشر مدفعًا ذاتي الحركة.  انتقدت الجنود السوفييت دبابات شيرمان إم 4 إيه 2 وفالنتاين إم كيه 3 بسبب ضعف قدرتها على الحركة عبر البلاد، وأشاروا إلى أن عدم وجود بدائل للجنزير جعل استخدامها "غير مناسب". عانى فوج الدبابات 151 التابع لفيلق الفرسان الرابع التابع للحرس من أحد عشر عطلًا في دباباته مقارنة بخمس خسائر قتالية، من أصل عشرين دبابة بدأ بها الهجوم. وأشار تقرير ما بعد المعركة للفوج إلى نقص المساعدة من المقر الأعلى فيما يتعلق بتعطيل إمدادات الوقود والذخيرة بسبب ظروف راسبوتيتسا، مما أجبره على الاعتماد على مخزونات الوقود الألمانية التي استولى عليها، في حين أعاق مسيرته التدريب غير الكافي للسائقين للتحركات الليلية. 
وبعد تقدمها مسافة 180 كيلومترًا، حررت القوات السوفييتية العديد من المستوطنات الكبرى، بما في ذلك موانئ البحر الأسود المهمة في نيكولاييف وأوديسا وأوتشاكوف. وبعد التقدم إلى نهر دنيستر السفلي وتأمين رؤوس الجسور على الضفة المقابلة، تمكنت الجبهة الأوكرانية الثالثة من تهيئة الظروف للعمليات التي تهدف إلى استعادة مولدوفا والتقدم عميقًا في رومانيا والبلقان. أدى تقدم الجيش الأحمر في منطقة أوديسا إلى تفاقم وضع قوات المحور المعزولة في شبه جزيرة القرم، مما ساعد على تدميرها السريع في الهجوم على شبه جزيرة القرم. 
كان توسيع رؤوس جسور دنيستر بطيئًا وصعبًا في ضوء خطوط الإمداد الممتدة، والتضاريس الصعبة، والفيضانات والأمطار الربيعية، والتي تفاقمت بسبب تكتيكات الأرض المحروقة الألمانية. بعد أن تلقت القوات الألمانية بدائل عاجلة للأفراد وانسحبت إلى مواقع أكثر قابلية للدفاع، شنت عدة هجمات مضادة في أواخر أبريل وأوائل مايو، من أجل إضعاف الموقف السوفييتي على الضفة الغربية لنهر دنيستر. ألحقت هذه الهجمات خسائر فادحة بالوحدات السوفيتية  وأنهت هجماتها المستمرة التي استمرت ثلاثة أشهر. في 6 مايو 1944، أمرت القيادة العليا الجبهة الأوكرانية الثالثة، إلى جانب الجبهة الأوكرانية الثانية (التي كانت غارقة في ذلك الوقت في منطقة تارجو فروموس)، بالتوجه إلى الدفاع. وبعد ذلك، وخلال معظم صيف عام 1944، ظلت الجبهة على طول نهر دنيستر هادئة. سيظل الأمر على هذا النحو حتى 20 أغسطس 1944، عندما أدى هجوم كبير جديد من قبل الجبهتين الأوكرانية الثانية والثالثة إلى انهيار جبهة المحور واستئناف السوفييت مسيرتهم نحو البلقان.
أعاقت سوء الأحوال الجوية العمليات الجوية السوفييتية، وبُعد قواعد الجيش الجوي السابع عشر عن خط المواجهة، ونقص الوقود والقنابل، التي أصبح نقلها صعبًا بسبب الطرق غير الصالحة. حتى 8 أبريل، لم تكن طائرات الهجوم الأرضي السوفيتية "تعمل عمليًا"، وفقًا لتقرير الجبهة عن العملية، وكانت العمليات الجوية مقتصرة على "زوج أو زوجين" من المقاتلات التي تغطي الوحدات المتحركة في الجبهة. مع وصول الظروف الجوية الأفضل اعتبارًا من 10 أبريل، أصبح الطيران السوفييتي أكثر نشاطًا بشكل ملحوظ.  تم تنفيذ ما مجموعه 2,026 طلعة جوية (1,622 نهارًا و414 ليلاً) في الفترة من 28 مارس إلى 14 أبريل. 

### الاستشهادات
1. ↑  Грылев А.Н. Днепр-Карпаты-Крым. Освобождение Правобережной Украины и Крыма в 1944 году. Москва: Наука, 1970, p. 188.
2. 1 2  OKH Organisationsabteilung (I). Nr. I/17245/44 g.Kdos. Notiz. Iststärke des Feldheeres Stand 1.4.1944. Bundesarchiv-Militärarchiv (BA-MA) RH 2/1341, fol. 16.
3. ↑  H Gr. A/Südukraine 64801/8. Anlage 1159 zum Kriegstagebuch Nr. 7 d. Oberkdos. d. H. Gr. Süd/O.Qu. Wirtschaftsverhandlungen Rumänien. Betr.: Verpflegungsstärken, rumänische Verbände (lt. Stärkemeldung v. 19.4.44.). Bundesarchiv-Militärarchiv (BA-MA) RH 19 V/88, fol. 19.
4. ↑  H Gr. A/Südukraine 64801/8. Anlage 1159 zum Kriegstagebuch Nr. 7 d. Oberkdos. d. H. Gr. Süd/O.Qu. Wirtschaftsverhandlungen Rumänien. Betr.: Verpflegungsstärken, A.O.K. 6 (lt. Stärkemeldung v. 19.4.44.). Bundesarchiv-Militärarchiv (BA-MA) RH 19 V/88, fol. 19.
5. ↑  Armeeoberkommando 6 Ia, KTB, Akte C, Band 28, Operationsakten. Aktenvermerk. Verluste und neu zugeführter Ersatz im April 1944. NARA T312, R1499, F000104.
6. ↑  Grylev 1970، صفحة 182.
7. ↑  Glantz 2007، صفحة 7.
8. ↑  Grylev 1970، صفحة 189.
9. 1 2  A.O.K.6 Operationsakten. KTB, Akte C, Band 26 vom 18.4.44 bis 4.5.44. Betr.: Zusammenfassende Stellungsnahme des Oberbefehlshabers zu den Zustandsberichten vom 1.4.44. Bundesarchiv-Militärarchiv (BA-MA) RH 20-6/392, fol. 174.
10. ↑  Grylev 1970، صفحة 188.
11. 1 2  Glantz 2007، صفحات 114–115.
12. ↑  Glantz 2007، صفحات 110–111.
13. ↑  Ziemke, E., F. Stalingrad to Berlin: The German Defeat in the East. Center of Military History, UnitedStates Army, Washington, D. C., 2002, p. 286.
14. ↑  Ziemke, E., F. Stalingrad to Berlin: The German Defeat in the East. Center of Military History, UnitedStates Army, Washington, D. C., 2002, p. 283.
15. ↑  Glantz 2007، صفحات 111–113.
16. ↑  Pichugin & Valyushkin 1944، صفحة 63.
17. 1 2  Nemirov 1944، صفحة 14.
18. ↑  Glantz 2007، صفحة 116.
19. ↑  Belyavsky & Baranovsky 1944، صفحة 52.
20. ↑  Bannikov 1944، صفحة 61.
21. ↑  Glantz 2007، صفحة 118.
22. ↑  Glantz 2007، صفحة 119.
23. ↑  Glantz 2007، صفحة 44.
24. ↑  Grylev 1970، صفحة 190.
25. ↑  Tarasov & Bukharov 1944، صفحة 7.
26. ↑  Rogachevsky & Matveyev 1944، صفحة 54.
27. ↑  Dolgy & Yazyev 1944a، صفحات 30–31.
28. ↑  Gurkin et al. 1988، صفحات 108–109: The 2nd Guards Mechanized Corps and 96th Tank Brigade did not participate in the offensive and are omitted from this order of battle.
29. ↑  Armeeoberkommando 6, Ia/Id. Betr.: Wochentliche Zustandsmeldungen. Stand: 27.3.44. NARA T312, R1497, F00041-53.
30. 1 2  A.O.K. 6 Operationsakten. KTB, Akte C, Band 26 vom 18.4.44 bis 4.5.44. Betr.: Zusammenfassende Stellungsnahme des Oberbefehlshabers zu den Zustandsberichten vom 1.4.44. Bundesarchiv-Militärarchiv (BA-MA) RH 20-6/392, fol. 174-175.
31. 1 2  Georg Tessin. Verbände und Truppen der deutschen Wehrmacht und Waffen-SS im Zweiten Weltkrieg 1939-1945. Fünfter Band: Die Landstreitkräfte 31-70. Verlag E. S. Mittler & Sohn GMBH, Frankfurt/Main 1971, p. 247.
32. 1 2  Zetterling, N. Normandy 1944: German Military Organization, Combat Power and Organizational Effectiveness. Casemate, 2019, p. 338.
33. ↑  Georg Tessin. Verbände und Truppen der deutschen Wehrmacht und Waffen-SS im Zweiten Weltkrieg 1939-1945. Sechster Band: Die Landstreitkräfte 71-130. Biblio Verlag, Osnabrück 1972, p. 298.
34. ↑  Georg Tessin. Verbände und Truppen der deutschen Wehrmacht und Waffen-SS im Zweiten Weltkrieg 1939-1945. Sechster Band: Die Landstreitkräfte 71-130. Biblio Verlag, Osnabrück 1972, p. 307.
35. ↑  Georg Tessin. Verbände und Truppen der deutschen Wehrmacht und Waffen-SS im Zweiten Weltkrieg 1939-1945. Zehnter Band: Die Landstreitkräfte 371-500. Biblio Verlag, Osnabrück 1975, p. 46.
36. 1 2  OB West/ObKdo. H.Gr.D. Ia, Anlagen zum K.T.B. vom 16.3.-31.3.44. Bundesarchiv-Militärarchiv (BA-MA) RH 19 IV/30, fol. 221.
37. 1 2  Generalstab des Heeres. Lage West, Heeresgruppe D. Stand: 12.4.1944. Bundesarchiv-Militärarchiv (BA-MA) RH 2-KART/10570.
38. ↑  Zetterling, N. Normandy 1944: German Military Organization, Combat Power and Organizational Effectiveness. Casemate, 2019, p. 289.
39. ↑  A.O.K. 8, Ia. Anlage zum Kriegstagebuch Nr. 3. NARA T312, R64, F7582617-8.
40. ↑  OKH Organisationsabteilung (I). Nr. I/161628/44 g.Kdos. Notiz. Iststärke des Feldheeres Stand 1.3.1944. Bundesarchiv-Militärarchiv (BA-MA) RH 2/1341, fol. 12.
41. 1 2  Armeeoberkommando 6, Ia. Kriegsgliederung. Stand: 30.3.44. NARA T312, R1497, F000757.
42. ↑  Generalstab des Heeres. Lage Ost, Heeresgruppe A. Stand: 1.4.1944. Bundesarchiv-Militärarchiv (BA-MA) RH 2-KART/4837.
43. 1 2  OKH/GenStdH/Org.Abt.Nr.I/1620/44 geh. vom 24.2.44. Betr.: Festlegung der Stärkebegriffe. Bundesarchiv-Militärarchiv (BA-MA) RH 2/60, fol. 6.
44. ↑  A.O.K. 6 Operationsakten. KTB, Akte C, Band 24 vom 31.3.44 bis 8.4.44. Iststärken-Fehlstellen. Stand: 1.4.44. Bundesarchiv-Militärarchiv (BA-MA) RH 20-6/385, fol. 41.
45. ↑  Armeeoberkommando 6, Ia. Wochentliche Zustandsmeldungen. Betr.: Infanterie Gefechtsstärke. Stand: 25.3.44. NARA T312, R1497, F000757.
46. ↑  Glantz 2007، صفحة 110.
47. 1 2  Grylev 1970، صفحات 191–192.
48. 1 2 3 4  Grylev 1970، صفحات 193.
49. ↑  Rogachevsky & Matveyev 1944، صفحات 32–33.
50. ↑  Dolgy & Yazyev 1944b، صفحات 1–2.
51. 1 2 3  Grylev 1970، صفحات 194.
52. ↑  Chizh & Zhagulo 1945، صفحات 91–92.
53. 1 2 3 4  Grylev 1970، صفحة 195.
54. 1 2 3 4 5 6 7  Glantz 2007، صفحات 120–122.
55. ↑  Buttar, P. The Reckoning: The Defeat of Army Group South, 1944. Bloomsbury Publishing, 2020, p. 230.
56. 1 2  Armeeoberkommando 6, Ia. Geheime Kommandosache, Ia/Id Nr.: 565/44 g. Kdos. Betr.: Infanterie Gefechtsstärke. Stand: 8.4.44. NARA T312, R1497, F000766.
57. ↑  Generalmajor Alfred Toppe and others. Problems of Supply in Far-Reaching Operations. Difficulties of Army Group A in supplying Sixth and Eighth Army in Transnistria and Eastern Romania (February 1944 to April 1944). Historical Division, U.S. Army, WWII Foreign Military Studies, 1945-1954. T-8 Series, Volume 19, Chapter III, p. 40.
58. 1 2  Grylev 1970، صفحة 196.
59. ↑  Grylev 1970، صفحة 197.
60. ↑  Kriegstagebuch des Oberkommandos der Heeresgruppe Südukraine. 1.4.-30.4.1944. Band 3, Teil 17. NARA T311, R156, F7206106.
61. ↑  Kriegstagebuch des Oberkommandos der Heeresgruppe Südukraine. 1.4.-30.4.1944. Band 3, Teil 17. NARA T311, R156, F7206107.
62. ↑  Kriegstagebuch des Oberkommandos der Heeresgruppe Südukraine. 1.4.-30.4.1944. Band 3, Teil 17. NARA T311, R156, F7206107-8.
63. 1 2 3 4 5  Grylev 1970، صفحات 198–201.
64. ↑  Tarasov & Bukharov 1944، صفحة 37.
65. ↑  Tsapayev & Goremykin 2011.
66. ↑  Glantz 2007، صفحة 142.
67. ↑  Armeeoberkommando 6, Ia. Geheime Kommandosache, Ia/Id 589/44 g. Kdos. Kampfwert Übersicht der Unterstellten Divisionen der 6. Armee. Stand: 17.4.44. NARA T312, R1497, F000788.
68. ↑  Armee-Oberkommando 6, Ia Nr. 611/44 g. Kdos. An Heeresgruppe Südukraine. Beurteilung der Lage der 6. Armee. Stand: 22.4.44. Bundesarchiv-Militärarchiv (BA-MA) RH 20-6/392, fol. 77.
69. ↑  Kriegstagebuch A.O.K. 6, Band 14, vom 1.6.44 bis 19.8.44. Personalverluste und Ersatz im Monat Mai 1944. TsAMO, fu. 500, inv. 12472, f. 313, p. 17.
70. 1 2  A.O.K. 6 Ia/Id 589/44 g. Kdos. Kampfwert-Übersicht der unterstellten Divisionen. Stand: 17.4.44. NARA T312, R1497, F000788.
71. ↑  A.O.K. 6 Operationsakten, KTB-Akte C, Band 27 vom 5.5.1944. bis 15.5.1944. Bundesarchiv-Militärarchiv (BA-MA) RH 20-6/393, fol. 252.
72. ↑  Kriegstagebuch des Oberkommandos der Heeresgruppe Südukraine, Band 3, Teil 8: 1.5.-31.5.1944. Bundesarchiv-Militärarchiv (BA-MA) RH 19-V/27, fol. 50.
73. ↑  A.O.K. 6 Operationsakten, KTB-Akte C, Band 27 vom 5.5.1944. bis 15.5.1944. Bundesarchiv-Militärarchiv (BA-MA) RH 20-6/393, fol. 221.
74. ↑  Gregory Liedtke (2015). Lost in the Mud: The (Nearly) Forgotten Collapse of the German Army in the Western Ukraine, March and April 1944. The Journal of Slavic Military Studies, p. 223.
75. ↑  Armeeoberkommando 6, Ia/Id Nr. 2529/44 geh. Betr.: Zusammenfassende Stellungsnahme des Oberbefehlshabers zu den Zustandsberichten vom 1.5.44. Bundesarchiv-Militärarchiv (BA-MA) RH 10/113, fol. 9-11.
76. ↑  Glantz 2007، صفحة 379.
77. ↑  Belyavsky & Baranovsky 1944، صفحة 54.
78. ↑  Vlasov & Dorota 1944، صفحات 157–158.
79. ↑  Rogachevsky & Matveyev 1944، صفحة 57.
80. ↑  Dikov & Chudny 1944، صفحة 32.
81. ↑  Nemirov 1944، صفحة 13.
82. ↑  Pichugin & Valyushkin 1944، صفحة 54.
83. ↑  Sukhoruchkin & Pleshkov 1944، صفحة 6.
84. ↑  Bakin & Shcherbakov 1944، صفحات 2, 8–9.
85. ↑  Грылев А.Н. Днепр-Карпаты-Крым. Освобождение Правобережной Украины и Крыма в 1944 году. Москва: Наука, 1970, p. 198.
86. ↑  Glantz, D. Red Storm over the Balkans: The Failed Soviet Invasion of Romania, Spring 1944. University Press of Kansas, 2007, p. 377-378.
87. ↑  Glantz, D. Red Storm over the Balkans: The Failed Soviet Invasion of Romania, Spring 1944. University Press of Kansas, 2007, p. 379.
88. ↑  Glantz, D. Red Storm over the Balkans: The Failed Soviet Invasion of Romania, Spring 1944. University Press of Kansas, 2007, p. 387-388.
89. ↑  Tarasov & Bukharov 1944، صفحة 70.

### فهرس
- Glantz، David M. (2007). Red Storm Over the Balkans: The Failed Soviet Invasion of Romania, Spring 1944. University Press of Kansas. ISBN:9780700614653.
- Grylev, A. N. (1970). Днепр-Карпаты-Крым. Освобождение Правобережной Украины и Крыма в 1944 году [Dnieper, Carpathians, Crimea: The Liberation of Right-bank Ukraine and Crimea in 1944] (بالروسية). Moscow: Nauka. OCLC:2791694.
- Gurkin, Vladimir; et al. (1988). Боевой состав Советской армии: Часть IV (Январь — декабрь 1944 г.) [Combat Composition of the Soviet Army, Part IV (January – December 1944)] (PDF) (بالروسية). Moscow: Voenizdat. Archived from the original (PDF) on 2023-12-08.
- Tsapayev, D. A.; et al. (2011). Великая Отечественная: Комдивы. Военный биографический словарь [The Great Patriotic War: Division Commanders. Military Biographical Dictionary] (بالروسية). Moscow: Kuchkovo Pole. Vol. 1. ISBN:978-5-9950-0189-8.

الوثائق العسكرية
- Bakin, Pavel; Shcherbakov, Fyodor (1944). "Отчет о боевых действиях 151 отп 9 гв. кд" [Report on the combat operations of the 151st Separate Tank Regiment, 9th Guards Cavalry Division]. Pamyat Naroda (بالروسية). Ministry of Defense of the Russian Federation. Archived from the original on 2023-08-18. (Central Archives of the Russian Ministry of Defense, fond 3544, opus 0000001, file 0006)
- Bannikov, Colonel (1944). "Одесская операция 6 А" [6th Army's Odessa operation]. Pamyat Naroda (بالروسية). Ministry of Defense of the Russian Federation. Archived from the original on 2023-06-16. (Central Archives of the Russian Ministry of Defense, fond 462, opus 5252, file 466)
- Belyavsky, Colonel; Baranovsky, Major (1944). "Журнал боевых действий войск 8 гв. А за апрель месяц 1944 г." [Combat Journal of the 8th Guards Army for April 1944]. Pamyat Naroda (بالروسية). Ministry of Defense of the Russian Federation. (Central Archives of the Russian Ministry of Defense, fond 243, opus 2900, file 1006)
- Chizh, Colonel; Zhagulo, Colonel (1945). "Журнал боевых действий 4 гв. мк за 1942 г." [Combat Journal of the 4th Guards Mechanized Corps for 1942]. Pamyat Naroda (بالروسية). Ministry of Defense of the Russian Federation. Archived from the original on 2023-06-17. (Central Archives of the Russian Ministry of Defense, fond 243, opus 0002928, file 0013)
- Dikov; Chudny (1944). "Боевые действия войск 37 А (от южного Буга до Днестра)" [Combat operations of the forces of the 37th Army (from the Southern Bug to the Dniester)]. Pamyat Naroda (بالروسية). Ministry of Defense of the Russian Federation. Archived from the original on 2023-07-03. (Central Archives of the Russian Ministry of Defense, fond 444, opus 0008898 , file 0155)
- Dolgy, Lieutenant Colonel; Yazyev, Major (1944a). "Журнал боевых действий УК БТ и МВ 3 УкрФ" [Combat Journal of the Armored and Mechanized Forces of the 3rd Ukrainian Front]. Pamyat Naroda (بالروسية). Ministry of Defense of the Russian Federation. Archived from the original on 2023-06-17. (TsAMO, fond 243, opus 0002928, file 0061)
- Dolgy, Lieutenant Colonel; Yazyev, Major (1944b). "Журнал боевых действий УК БТ и МВ 3 УкрФ" [Combat Journal of the Armored and Mechanized Forces of the 3rd Ukrainian Front]. Pamyat Naroda (بالروسية). Ministry of Defense of the Russian Federation. (TsAMO, fond 243, opus 0002928, file 0065)
- Nemirov, Major General (1944). "Боевые действия КМГ генерал-лейтенанта Плиева в операции (действия конницы)" [Combat actions of the KMG of general-leytenant Pliyev in the operation (actions of cavalry)]. Pamyat Naroda (بالروسية). Ministry of Defense of the Russian Federation. (Central Archives of the Russian Ministry of Defense, fond 243, opus 2900, file 728)
- Pichugin, Major General; Valyushkin, Colonel (1944). "Журнал боевых действий 4 гв. каз. кк за период с 20 марта по 20 апреля 1944 года" [Combat journal of the 4th Guards Cossack Cavalry Corps from 20 March to 20 April 1944]. Pamyat Naroda (بالروسية). Ministry of Defense of the Russian Federation. (TsAMO, fond 3470, opus 1, file 323)
- Sukhoruchkin, Fyodor; Pleshkov (1944). "Конспект доклада на тему "Действие БТ и МВ в Одесско-Днестровской операции"" [Abstract of the report on the topic of the operations of armored and mechanized forces in the Odessa-Dniester operation]. Pamyat Naroda (بالروسية). Ministry of Defense of the Russian Federation. Archived from the original on 2023-07-03. (Central Archives of the Russian Ministry of Defense, fond 243, opus 2900, file 728)
- Rogachevsky, Major General; Matveyev, Colonel (1944). "Журнал боевых действий войск 28 Армии за март м-ц 1944 года" [Combat Journal of the 28th Army for March 1944]. Pamyat Naroda (بالروسية). Ministry of Defense of the Russian Federation. Archived from the original on 2022-04-23. (Central Archives of the Russian Ministry of Defense, fond 442, opus 8465, file 136)
- Tarasov, Aleksandr; Bukharov, Major (1944). "Одесско-Днестровская операция" [Odessa-Dniester operation]. Pamyat Naroda (بالروسية). Ministry of Defense of the Russian Federation. (Central Archives of the Russian Ministry of Defense, fond 243, opus 2900, file 729)
- Vlasov, Major; Dorota, Major (1944). "Журнал боевых действий войск 5 Уд. А за апрель месяц 1944 года" [Combat Journal of the 5th Shock Army for April 1944]. Pamyat Naroda (بالروسية). Ministry of Defense of the Russian Federation. (TsAMO, fond 333, opus 4885, file 262)